# 加沙戰爭
加薩戰爭，是指2023年10月7日開始，以哈馬斯为首的巴勒斯坦武装团体与以色列國防軍爆发的武装冲突。该战争是赎罪日战争以来最激烈的一场战争，是第15次加薩—以色列衝突引發的戰爭，也是始于1948年5月的以巴冲突的一部分。
2023年10月7日清晨，哈馬斯发动阿克萨洪水行动，从加沙地带向以色列发射至少3,000餘枚火箭弹，同时约3,000名武装分子突破隔離牆，袭击犹太平民社区和以军基地。1,195名以色列人和外国公民在10月7日的袭击中遇害，200多名以色列平民和战俘被劫持至加沙作为人质。以色列随即發動反击，空襲加沙地带，并向哈马斯宣战。在清除领土内的武装分子后，以色列对加沙地带发动了大规模轰炸行动。10月9日，以色列全面封锁加沙地带，10月27日起，以色列对加沙地带发动大规模地面攻势，以摧毁哈马斯并释放人质。
大量平民在此次战争中遭到杀害。联合国特别报告员小组和人权组织指控以色列和哈马斯均犯有战争罪。南非向国际法院指控以色列涉及种族灭绝而提起诉讼。约有230万巴勒斯坦人在加沙境内流离失所，20多万以色列人在以色列境内流离失所。人权监察组织称自战争爆发以来，以色列已在加沙地带投下了7万吨炸弹。加沙卫生部估计，至2025年3月，冲突已造成加沙地带55,000多名巴勒斯坦人死亡。2024年11月21日，国际刑事法院对以色列总理内塔尼亚胡、前国防部长加兰特和已被以色列方面宣布死亡的哈马斯高级将领穆罕默德·戴夫签发逮捕令，指控雙方犯下战争罪。
此次冲突产生了重大的国际影响。世界各地都发生了要求加沙停火的大规模抗议活动。美国向以色列提供了广泛的军事援助，并否决了多项联合国安理会决议。与此同时，伊朗政府支持的抵抗轴心也参与了这次冲突，其团体袭击了美国在中东的军事基地。也门的胡塞武装袭击了与以色列有关联的商船，引发了红海危机，以及黎巴嫩真主党也与以色列发生交火。
2025年1月19日，加沙停火协议正式生效。3月18日，以色列再次轰炸加沙地帶。

## 命名
多方对加沙战争的命名各不相同。以色列命名为「铁剑战争」（希伯來語：מלחמת חרבות ברזל）、「西赫托拉战争」（由于战争自西赫托拉节开始，命名方式类似于赎罪日战争）。内塔尼亚胡曾支持将战争改名为「创世记战争」（Genesis）以呼应圣经。一些以色列政界人士支持这一提议。该计划也已提交给以色列国家团结党团领袖本尼·甘茨。巴勒斯坦武装团体根据阿克萨洪水行动命名为「阿克萨洪水战斗」（阿拉伯語：معركة طوفان الأقصى）。中国大陆媒体将其归为巴以冲突的一部分，命名为「2023年巴以冲突」、「新一轮巴以冲突」。西方媒体常用的命名有「加沙战争」、「以色列哈马斯战争」和「以色列加沙战争」。除此之外，战争研究所和《耶路撒冷邮报》命名为「10月7日战争」。也有媒体不承认此次冲突的战争性质，称其为加沙种族灭绝、「第二次巴勒斯坦人大逃亡」或「2023年巴勒斯坦人大逃亡」。

## 背景
加沙地带于1967年第三次中东战争后被以色列占领，2005年以色列撤离加沙，此后加沙与以色列一直处于冲突之中。由于以色列对加沙的有效军事控制，联合国和一些人权组织继续将加沙归类为以色列占领区。哈馬斯在2006年巴勒斯坦選舉获得胜利，并在2007年与法塔赫的内战中获得对加沙地带的控制，严重加剧了其与以色列的紧张关系。为回应哈马斯控制加沙，以色列联合埃及对加沙地带实施了广泛的封锁，摧毁了加沙的经济。国际人权组织谴责封锁是一种集体惩罚，以色列称其为防止武器和军民两用物品进入该领土的必需手段。巴勒斯坦权力机构自2006年以来一直没有举行全国选举，部分原因是担心哈马斯再次获胜。自封锁以来，哈马斯多次从边境墙下挖地道发动跨境袭击，并经常向以色列发射火箭弹，这导致了多次冲突，部分升级为直接战争。以色列依靠鐵穹防禦系統防御火箭弹，并对加沙进行有针对性的打击，旨在将武装分子的威胁降至最低。2023年3月对加沙和西岸巴勒斯坦人进行的民意调查显示，大多数人支持使用“武装斗争”、建立“激进团体”并对以色列发动起义。

### 以色列对哈马斯的政策
內塔尼亞胡在戰前二十年的大部分時間裡一直擔任以色列總理，並因在加沙扶持哈馬斯政權的政策而受到批評。以色列前總理巴拉克、辛貝特安全部門前負責人迪斯金等多位以色列官員都指控称，內塔尼亞胡的目的是將法塔赫控制的巴勒斯坦中央政府限制在西岸並削弱其力量，從而破壞兩國方案，並向以色列公眾和西方政府表明以色列「沒有」和平夥伴。沙烏地阿拉伯和巴勒斯坦權力機構也批評內塔尼亞胡領導下的以色列允許將大量卡塔尔資金交給哈馬斯，以換取維持停火。 哈馬斯发动襲擊後，《以色列時報》的一篇專欄文章指出，內塔尼亞胡將巴勒斯坦權力機構視為負擔、將哈馬斯視為資產的政策「在我們面前炸开了锅」。

### 哈馬斯的動機
哈馬斯是管理加沙地带的逊尼派伊斯兰政治和军事组织，被欧洲联盟、澳大利亚、加拿大、日本、巴拉圭、英国和美国列为恐怖组织。哈馬斯政治局领导人哈尼亚於2018年被美國國務院認定為恐怖分子，因為他與哈馬斯軍事部門關係密切，並倡導武裝鬥爭，包括袭击平民。
哈馬斯軍事部門指揮官德伊夫有對以色列進行大膽和致命攻擊的歷史，常透過部署低技術含量的應對措施來適應以色列的軍事進步，包括扣押以色列人質以隨着時間的推移製造公眾壓力。德伊夫的背景和個人細節在很大程度上籠罩在神秘之中，他在巴勒斯坦武裝分子的陰影下運作。
賴赫曼大學巴勒斯坦事務專家米爾什泰因表示，加沙地帶哈馬斯領導人辛瓦尔的主要動機是消滅以色列的長期願景。以國軍事情報局前負責人米爾什泰因認為哈馬斯的襲擊「是為了阻礙與沙烏地阿拉伯的正常化，或改善經濟實現吉哈德聖戰和破壞以色列社會的穩定」。

### 2023年局部升級
2023年，在10月7日袭击事件发生之前，有32名以色列人和两名外国人在巴勒斯坦袭击中丧生。至少有247名巴勒斯坦人被以色列軍隊殺害。定居者襲擊的增加導致數百名巴勒斯坦人流離失所，在耶路撒冷有爭議的聖地阿克薩清真寺周圍發生了衝突。
2023年9月，以色列和哈馬斯之間的緊張局勢加劇，《華盛頓郵報》稱雙方「處於戰爭邊緣」。 以色列在一批牛仔褲中發現藏有爆炸物，並停止了加薩的所有出口。 作為回應，哈馬斯使其部隊處於高度戒備狀態，並與其他組織進行軍事演習，包括公開演習襲擊以色列定居點。 哈馬斯也允許巴勒斯坦人恢復加沙—以色列隔离墙的抗議活動。 9月13日，5名巴勒斯坦人在邊境被殺。 據《華盛頓郵報》報道，巴勒斯坦人試圖引爆該裝置，而半島電視台報道稱，巴勒斯坦爆炸物工程小組正在努力使該裝置失效。9月29日，在卡塔尔、联合国和埃及的斡旋下，以色列和加沙地带的哈马斯官员达成协议，重新开放关闭的过境点，并缓解紧张局势。
在袭击发生之前，沙特阿拉伯警告，由于以色列对加沙的持续占领将引发“爆炸”。埃及表示，它在襲擊發生前幾天已经警告以色列，“局勢即將爆發，而且很快，而且規模將會很大”。以色列否認收到過此類警告，但埃及的說法得到了美國眾議院外交委員會主席麥克考的證實，他表示警告是在襲擊發生前三天發出的。

### 以色列-沙烏地阿拉伯正常化談判
攻擊發生時，以色列和沙特阿拉伯正在進行關係正常化談判。沙特阿拉伯王儲穆罕默德表示，正常化“第一次真正变得现实”，這顯然是對以阿和平協議中闡述的沙烏地阿拉伯政策的逆轉。當時沙烏地阿拉伯提出，如果以色列允許建立巴勒斯坦國，則以色列與整個阿拉伯世界可實現正常化。 以色列參與談判的其他官員證實，沙烏地阿拉伯已考慮在不支持巴勒斯坦建国的条件下與以色列實現正常化。美國外交政策機構中的大多數人認為巴勒斯坦建國「在中東不再重要」。10月4日，哈马斯襲擊前三天，美國外交官羅斯表示，巴勒斯坦建國在以色列與沙烏地阿拉伯的談判中「不再是一個選擇」。
以哈战争发生后，沙特宣布终止与以色列关系正常化的所有谈判。10月21日，美國總統拜登表示10月7日的襲擊目的是破壞正常化談判。克萊因表示，以色列與包括沙烏地阿拉伯在內的其他中東國家實現正常化可能會讓巴勒斯坦人“孤立而軟弱”，許多巴勒斯坦人擔心以色列與沙烏地阿拉伯的關係正常化將使他們喪失對巴勒斯坦建國最後的重要影響力。
2024年2月7日，沙烏地阿拉伯重新表示，除非以色列承认以东耶路撒冷为首都的独立巴勒斯坦国，否则不会与以色列建立外交关系。

### 伊朗对哈马斯的援助
伊朗被认为一直为哈马斯等组织提供了资金援助。根據美國情報報道，在10月7日的袭击发生之前，大約500名來自哈馬斯和巴勒斯坦伊斯兰圣战运动的武裝分子在伊朗接受了專門的戰鬥訓練。 這項訓練是由伊朗伊斯蘭革命衛隊的對外行動部門聖城軍的軍官進行的。 巴勒斯坦高級官員和伊朗將領聖城軍司令賈尼將軍也出席了會議。
在袭击发生后，以色列總統赫尔佐格指控哈馬斯是「在伊朗的代理人指揮官支持和指示下」施襲。《华尔街日报》发文表示，伊朗顯然在幕後支持哈馬斯的攻擊，估計旨在阻止美國斡旋的沙以建交協議。保卫民主基金会的行政總裁杜博維茨表示，這是伊朗支持的對以戰爭。

## 經過

2023年10月7日-8日的大致情況

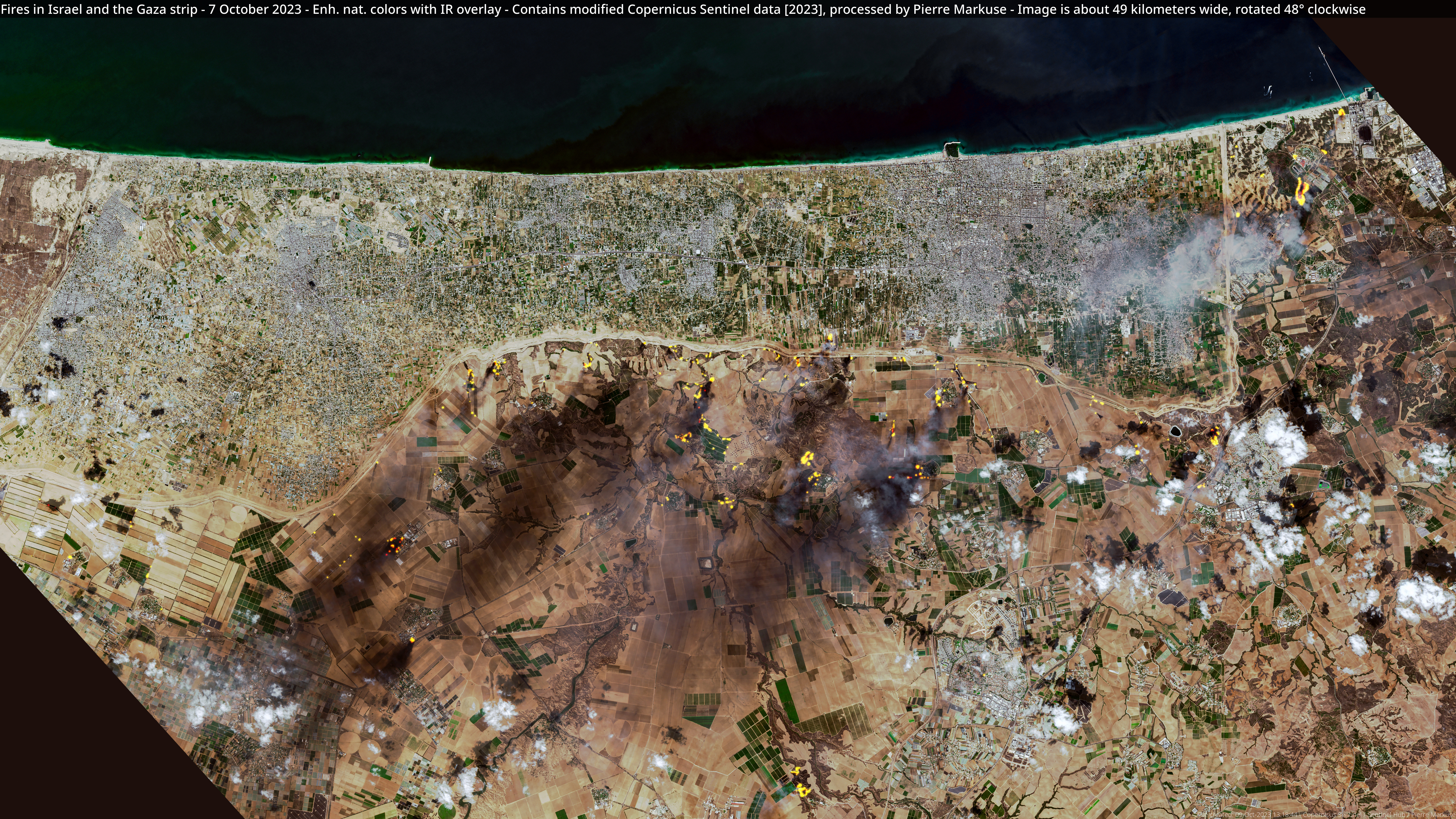
2023年10月7日以色列大規模火災的衛星影像

### 10月7日襲擊（2023年10月7日）

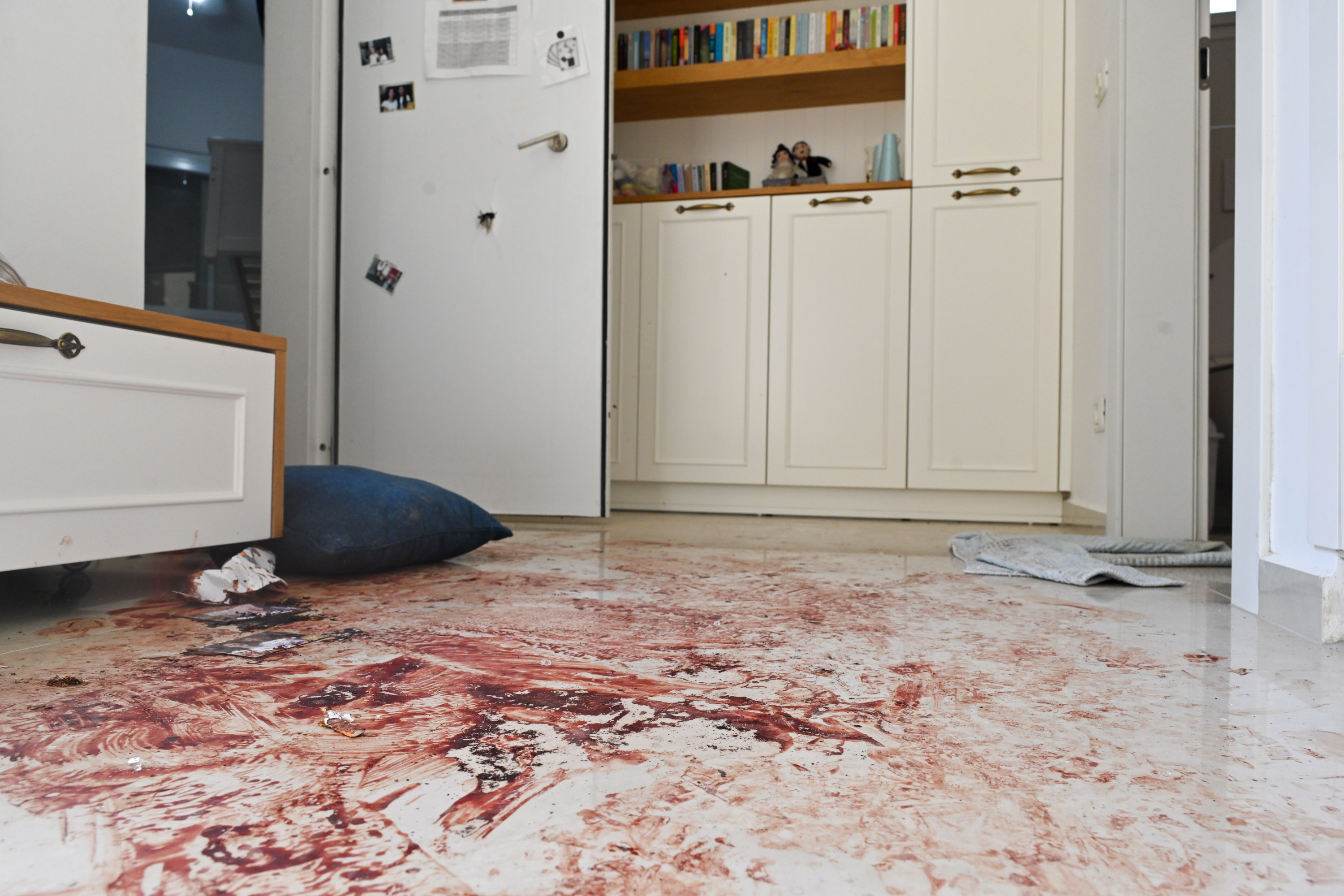
納哈爾奧茲發生納哈爾奧茲大屠殺後，房子裡地板上沾滿血跡

2023年10月7日清晨六時半，哈马斯发动突然袭击。以色列情報局前局長哈勒維称，至少有3,000枚炮弹从加沙发射，造成至少700人死亡，1,500多人受伤。哈马斯高级军事指挥官穆罕默德·戴夫呼吁“世界各地的穆斯林发动袭击”。与此同时，大约3,000名巴勒斯坦武裝分子从加沙地带入侵以色列，总计上千名以色列平民死于袭击。在对雷姆基布兹附近参加音乐节的平民发动的袭击中，至少有260人遭到哈马斯屠杀。 穆罕默德·戴夫在当天发布了一段录音消息，表示此次袭击是为了回应以色列“亵渎阿克萨清真寺”、对加沙地带的封锁、以色列定居点的扩张和其定居者的暴力行为，以及数十年来以色列对巴勒斯坦人的暴行。 他呼吁巴勒斯坦人和以色列的阿拉伯人“驱逐占领者，拆除隔离墙”，“鉴于针对我国人民的罪行仍在继续，鉴于占领的狂欢及其对国际法和决议的无视，鉴于美国和西方的支持，我们决定结束这一切，这样敌人就明白，他不能再肆意狂欢而不被追究责任。”至少44个国家将此次突袭定性为恐怖袭击。

### 以色列的初步反应（2023年10月8日—27日）
由于袭击发生时正值犹太节日西赫托拉节，这次袭击似乎完全出乎以色列的意料。以色列总理内塔尼亚胡召开了安全紧急会议，表示以色列“处于战争状态”，发誓让哈马斯“付出前所未有的代价”。 他还称“将把加沙变成一座荒岛”，并警告加沙平民立即离开。
以色列国防军宣布进入“战备状态”，以色列军方批准动员数万名预备役军人，并宣布加沙边境地区进入紧急状态。以色列国防部长约阿夫·加兰特称，“哈马斯犯了一个严重的错误”，并发誓以色列“将赢得这场战争”。

#### 以军空襲和封鎖加沙地带

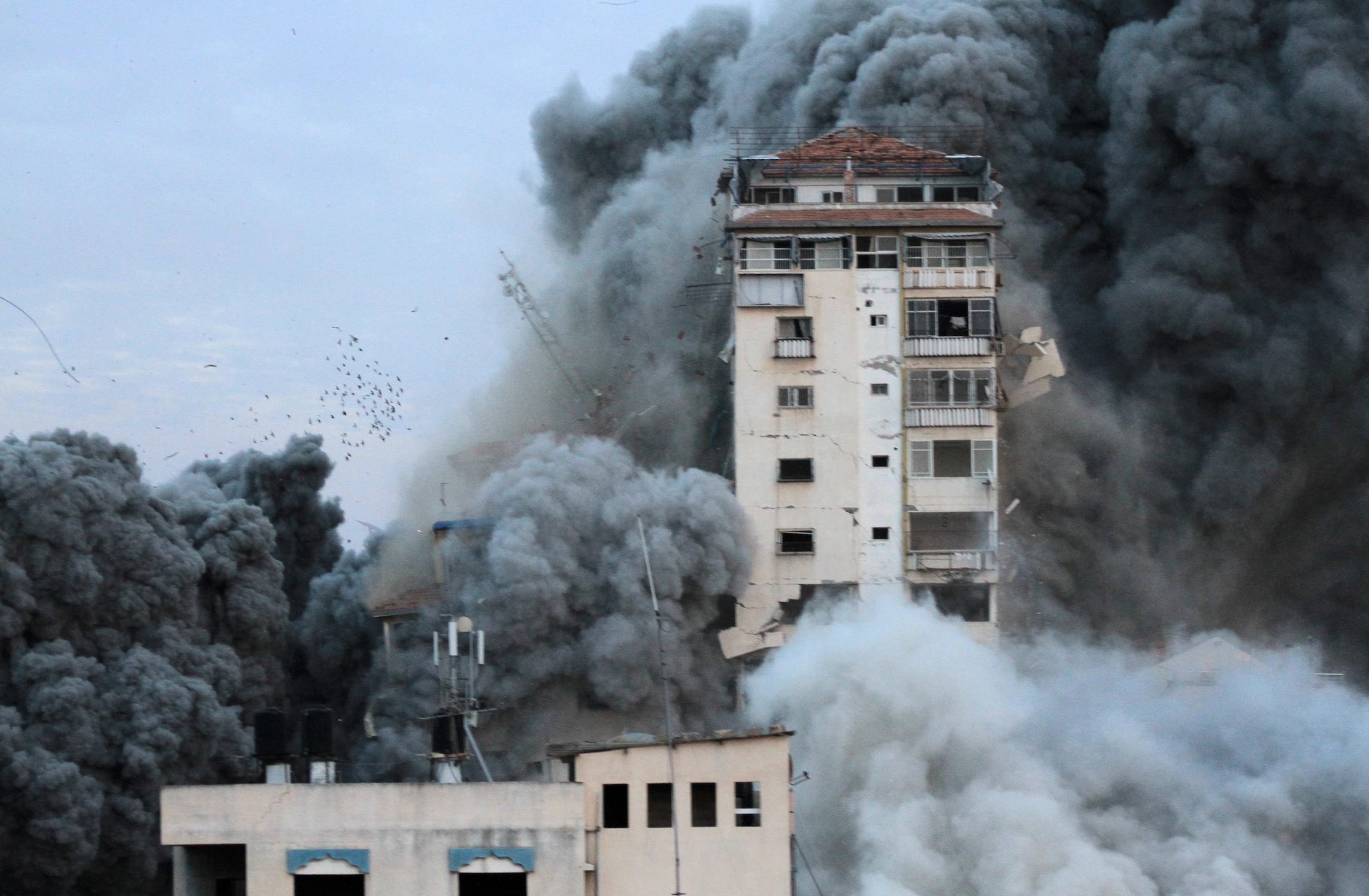
以色列襲擊後加沙巴勒斯坦高樓被毀

10月8日，以色列政府正式向哈馬斯宣戰。 以色列空襲加沙地带多座建筑物。
10月7日至8日夜间，安全内阁投票决定采取一系列行动，以“摧毁哈马斯和巴勒斯坦伊斯兰圣战组织的军事和政府能力”。供应加沙地带80%电力的以色列电力切断了该地区的电力供应，使得加沙的电力供应从120兆瓦减少到只有20兆瓦，迫使其依靠巴勒斯坦民族权力机构负担费用的发电厂。
经过一天的激战，以色列总理内塔尼亚胡表示，绝大多数渗入以色列领土的敌军已被消灭。10月9日，以色列國防軍表示已重新控制加沙地區周圍所有社區。内塔尼亚胡在社交媒体发文表示：“以色列正处于战争之中。我们并不想要这场战争。不过尽管以色列没有发动这场战争，但以色列将终结它。哈马斯会明白，他们攻击我们是犯了历史性错误，我们将让他们和以色列的其他敌人付出在今后几十年都不会忘记的代价。”

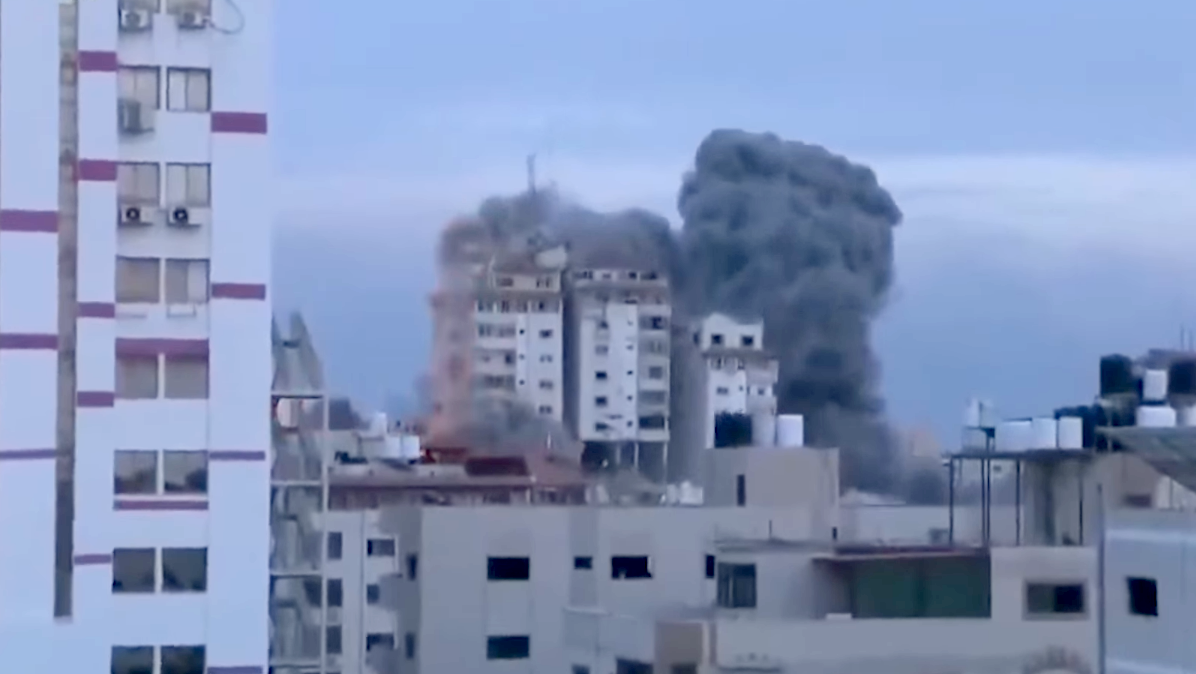
加沙走廊的一棟大樓被以色列空軍投下炸彈後夷為平地

10月9日，以军新闻发言人赫格里表示，自衝突爆發後以军已在48小时内征召了30万名预备役军人，是以色列有史以来规模最大的一次征兵。10日，国防部长表示批准再征召6万名预备役军人，使预备役军人人数达到创纪录的36万人。
10月10日，以色列军方夜间对加沙地带200多个地点发动袭击，两名哈马斯高级官员被以军空袭身亡。晚些时候，以色列总理内塔尼亚胡宣布组建战时内阁。

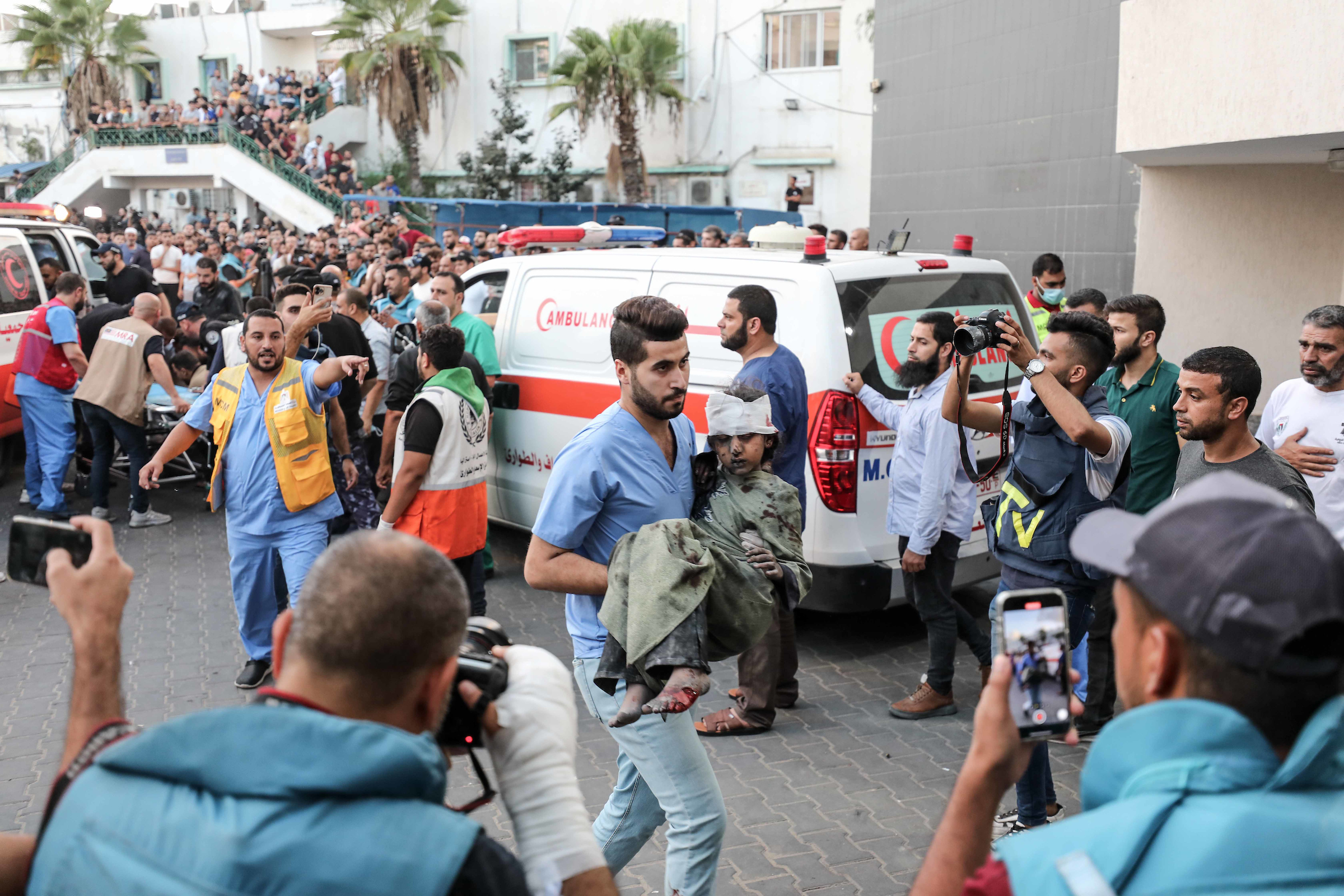
以色列空襲後，醫護人員將一名受傷的巴勒斯坦兒童送往加沙市的希法醫院。

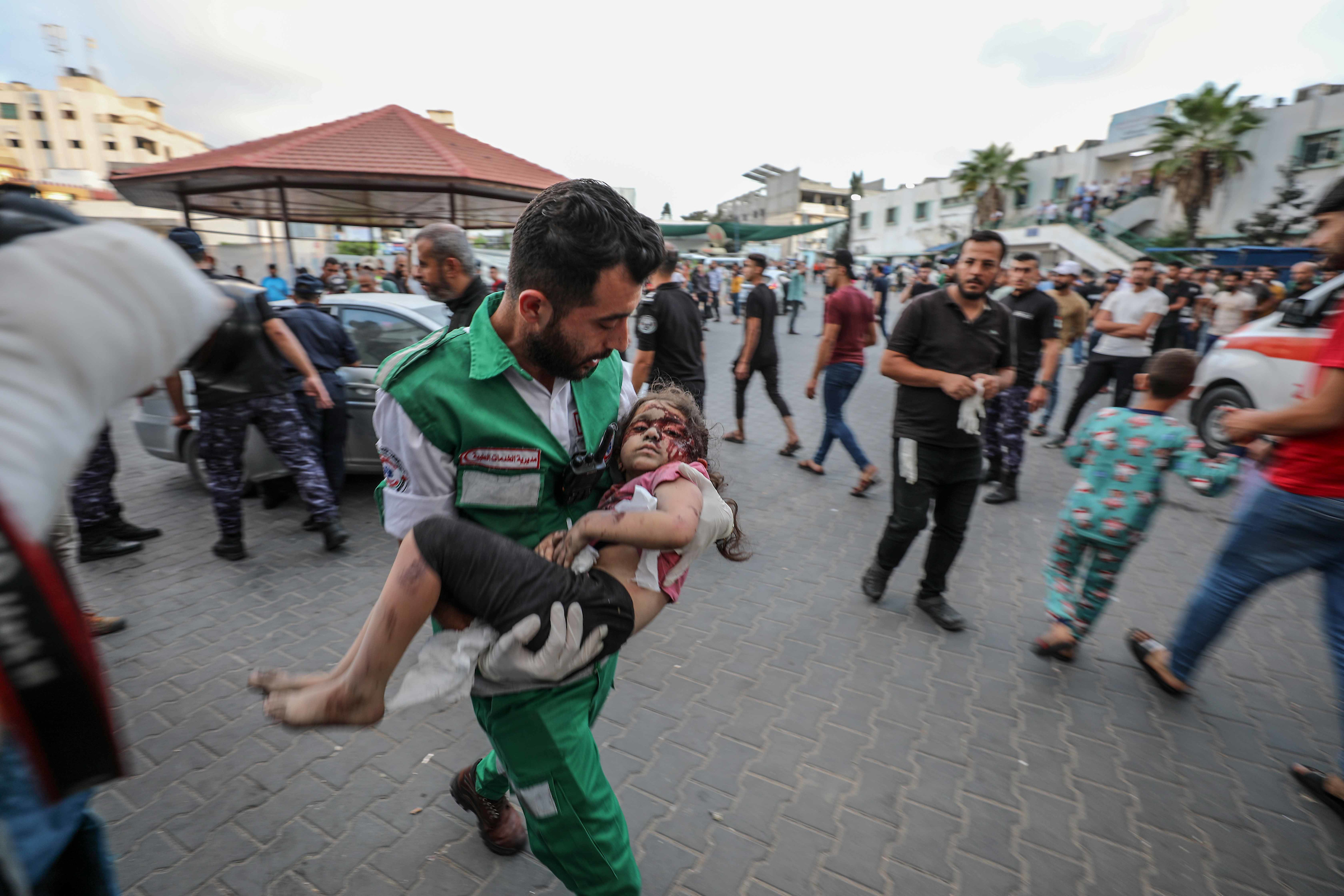
希法醫院受傷的兒童。

#### 命令平民撤離加沙北部
10月13日，以色列陸軍在加沙走廊边境集结部队，準備發動地面反擊以殲滅哈馬斯，美國國務卿布林肯同日訪問以色列，總理納坦雅胡向他展示死嬰照片，控訴哈馬斯上週末在以色列殺害這些嬰兒。 当日，以色列命令加沙走廊中部季節性水道「加沙河」以北的所有加沙平民，约110萬巴勒斯坦人在24小时内撤离至南部，聯合國批評這是「強人所難」，以色列方面則批评「聯合國沒有和以色列站在一起」。 撤离範圍包括加沙走廊最大的城市加沙市和兩個大型難民營加巴里雅和比齊難民營，以及東北部鄰近以色列邊界的貝特漢諾和拜特拉西亞，而加沙走廊只有一條南北向的公路，撤離難度很高。
10月14日，以色列軍方指出，地面部隊過去24小時內已對加沙進行突襲，以色列國防軍發布影片顯示，以色列海軍精銳突擊隊第13突擊隊攻入加沙走廊安全圍欄周圍地區，救出250名人質，並且擊斃逾60名哈瑪斯武装分子。
10月15日，以色列軍方表示，在發動全面性地面入侵前將給平民更多時間撤離加沙走廊北部地區。

10月16日，以色列陸軍準備對加沙走廊發動地面攻勢之際，美國國務卿布林肯在中東進行外交活动，防止衝突擴大。聯合國提出警告，加沙醫院的發電用燃料存量預計只能再撐約24小時，人道主義辦公室在官網指出：「關閉備用發電機將使數以千計病患的生命面臨危險」。在此之前，已經有一些援助組織要求讓他們進到加沙提供包括燃料、飲水在內的人道主義協助，而由埃及控制的加沙邊界關卡在外交努力下將重新開放，以利援助物資能順利進入當地。

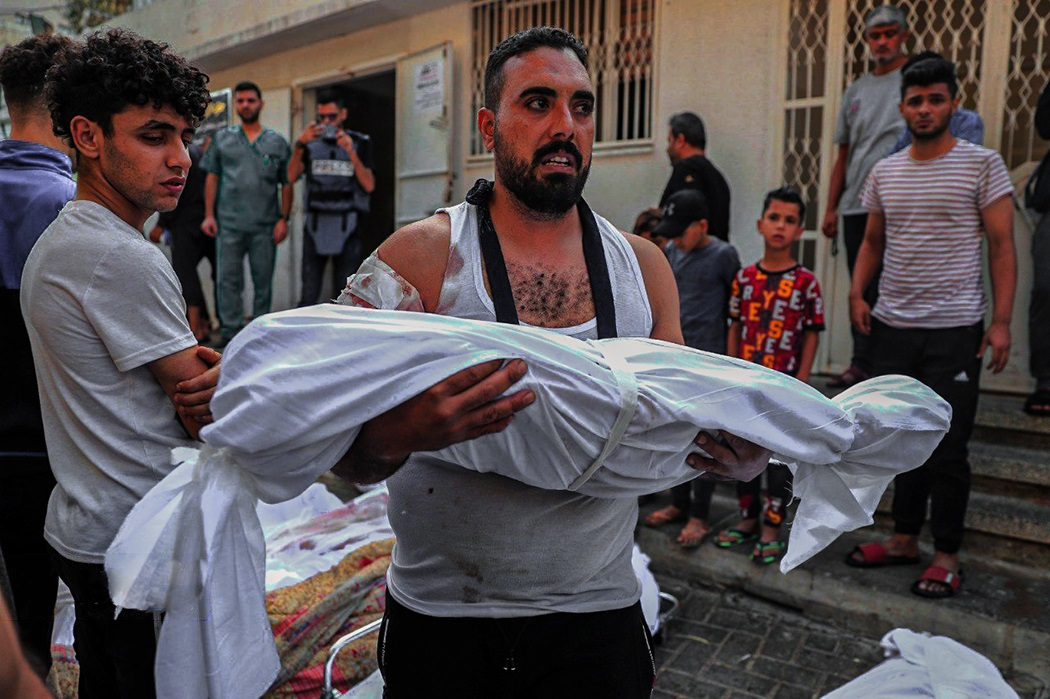
一名男子抬著一名在2023年10月17日砲擊中喪生的巴勒斯坦兒童的屍體。

10月17日，以色列轰炸了加沙南部地区。加沙卫生部官员报告说，加沙南部的汗尤尼斯、拉法市、和代尔拜莱赫遭到猛烈轰炸，造成70多人死亡，其中许多人是按照以色列军方的命令从北部加沙市撤离的家庭。同日，加沙市中心的阿赫利阿拉伯医院发生爆炸。加沙卫生部称，爆炸造成至少417名平民死亡，和314人受伤。 以色列和哈马斯相互指摘为对方所为。以色列还击中了联合国位于加沙中部难民营附近的一所近东救济工程处学校，造成至少6人死亡，和12人受伤。负责人表示，他们从10月7日起就一直向有关方面提供学校坐标，但以色列还是袭击了这里。截至17日，已有大量巴勒斯坦妇女儿童，以及至少11名巴勒斯坦记者、28名医务人员和14名联合国工作人员在以色列对加沙的轰炸中丧生。

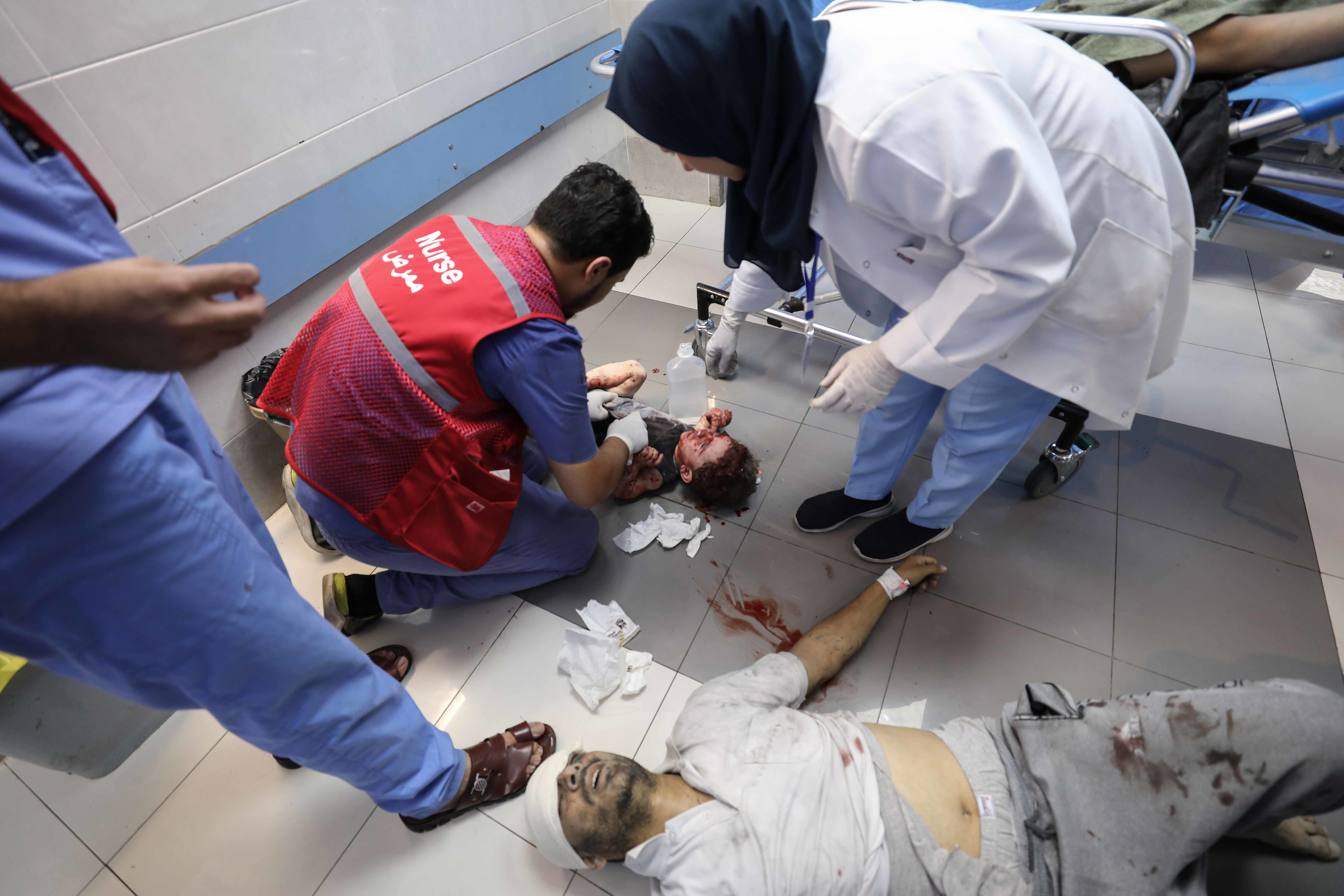
受傷的兒童和男子在加沙城希法医院的地板上接受治療。

10月18日，美國宣布向加沙和約旦河西岸提供1億美元援助，並呼籲開放通往加沙的過境點以供援助。同日，美國總統拜登到訪以色列與總理內塔尼亞胡會面。內塔尼亞胡表示，以色列會致力避免加沙平民傷亡。拜登表示哈馬斯的「暴行」超越伊斯蘭國，又指加沙醫院被炮火擊中是恐怖組織所為。
10月19日，以色列轟炸了加沙最古老的希臘東正教聖波斐利教堂建築群中的一座建築，造成至少8人死亡，"大量人員"受傷。
10月20日，聯合國秘書長訪問了拉法边境口岸。 他呼籲以色列開通一條向加沙提供援助的“生命線”。10月21日，由20輛人道主義救援卡車組成的車隊從埃及通過拉法边境口岸進入加沙，運送藥品、醫療設備和一些食品。 據半島電視台記者報道，以色列的襲擊在主幹道上留下了坑洞，減慢了救援巴士或卡車的速度，埃及正在努力使道路恢復正常運行。 車隊一通過，拉法边境口岸就再次關閉。
截至10月23日，以色列对加沙的袭击已造成超过5000人死亡，其中62%都是妇女和儿童；此外还有1万5千人受伤、约1500人失踪、150万人流离失所。其中加沙地带有62座医疗设施被袭击。加沙超过62.5万名儿童被剥夺教育机会，206所学校遭到破坏，其中至少有29所属联合国近东救济工程处。
10月27日，联合国大会第十届紧急特别会议以压倒性优势通过第21号决议，呼吁立即实行持久和持续的人道主义休战，并呼吁撤销占领国以色列要求巴勒斯坦平民和联合国工作人员以及人道主义和医务工作者撤离加沙地带加沙河以北所有地区并迁往加沙南部的命令。

### 入侵加薩走廊（10月27日—12月1日）
10月28日，以色列国防军宣布正在加沙地带“扩大地面行动”。以色列总理本杰明·内塔尼亚胡表示“战争的第二阶段已经开始”目的是消滅哈馬斯并救出人質。以色列军方再次呼吁加沙居民撤离北部。联合国大会以压倒性多数通过了一项呼吁加沙立即停火的决议。世界卫生组织警告加沙的“公共卫生灾难”迫在眉睫。
10月29日，世界衛生組織總幹事譚德塞對巴勒斯坦紅新月會的報告表示“深感憂慮”，稱聖城醫院已收到緊急疏散警告，該醫院正在緊急疏散。 他重申，“不可能在不危及生命的情況下疏散擠滿病人的醫院。” 據信約有14,000名平民在醫院內或附近避難。 美聯社報導，以色列的空襲也摧毀了通往希法医院的道路，使前往醫院變得越來越困難。11月3日，以色列空袭击中了正载运病患离开希法医院的救护车车队，造成15人死亡与60人受伤。

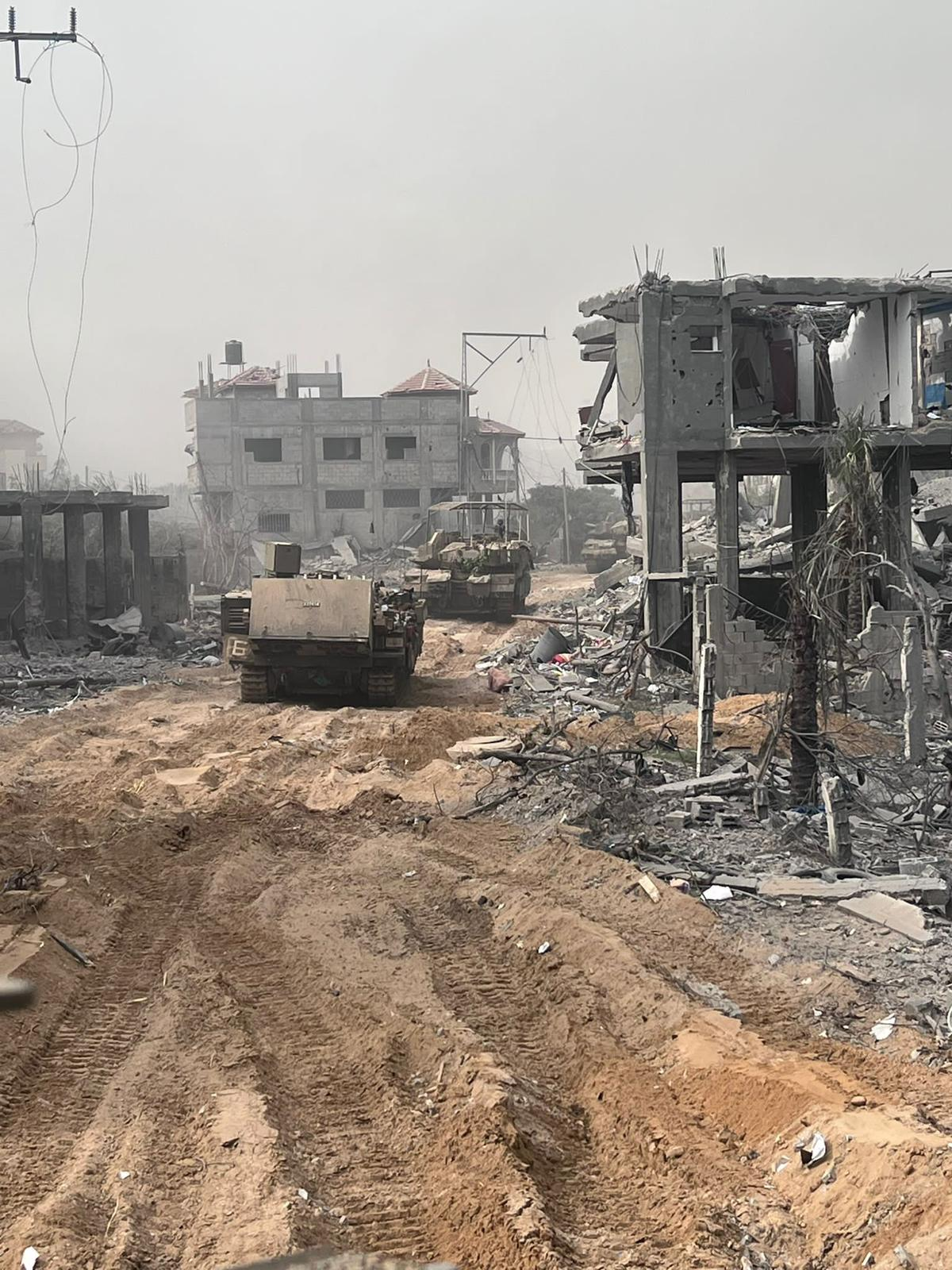
2023年10月31日，以色列坦克在加薩走廊執行任務

11月20日，隸屬哈馬斯的加薩衛生部稱，以色列國防軍坦克使用火砲猛烈射擊，完全包圍了加薩的印尼醫院，約12名巴勒斯坦人因戰鬥和圍攻醫院而死亡，當以色列國防軍包圍印尼醫院時，包括傷者和醫護人員約700人正在醫院內。世界衛生組織秘書長譚德塞在X上回應稱，以色列軍隊將傷者和醫務人員圍困在醫院內，對印尼醫院採取的行動令他感到「震驚」。

#### 第一次停火
11月24日，在卡達斡旋下，停火於以色列時間上午7时開始實施，停火為期四天。11月24日至30日，哈馬斯釋放人質，以色列釋放囚犯。 11月27日，卡達宣布以色列與哈瑪斯達成協議，將停火期限延長兩天。 11月28日，以色列和哈瑪斯互相指責對方違反停火協議。11月30日，哈瑪斯又釋放了兩名人質，使停火又延長了一天。12月1日，以色列國防部宣佈，由於哈瑪斯違反停火協議，停火結束并恢復軍事行動。

### 進攻加薩中部（2023年12月—2024年2月）
12月5日，以色列國防軍報告稱，其部隊已抵達汗尤尼斯、賈巴利亞和謝賈亞中心，這是自地面入侵加薩以來最「激烈的戰鬥」 。密集的轟炸將巴勒斯坦平民進一步向南推向拉法。以色列总理内塔尼亚胡表示，具有压倒性优势的军事力量是结束战争并确保人质返回的最快方式，在与哈马斯的战争结束后相当长的一段长时间内，以军将确保对加沙地区的无限期安全控制。哈马斯武装称其战斗人员正与以方军队进行激烈战斗。
12月15日，周五，以色列军队和哈马斯在加沙爆发了激烈的战斗。以色列军方表示，其部队摧毁了加沙舒加艾耶的哈马斯指挥控制中心，并对汗尤尼斯的武装基础设施进行了“有针对性的袭击”。
12月25日，納坦雅胡在接受《華爾街日報》採訪時表示，以色列的目標是「摧毀哈瑪斯、使加薩非軍事化以及使整個巴勒斯坦社會去激進化。」
12月29日，南非向國際法院提起針對以色列的訴訟，指控以色列的行為構成種族滅絕。 南非要求國際法院發布臨時措施，包括命令以色列停止在加薩的軍事行動。南非也是2023年11月將戰爭移交國際刑事法院的五個國家之一。

### 從加薩北部撤軍和进攻拉法的准备（2月—5月）
2024年1月1日，以色列軍隊從加薩北部撤出，包括謝赫拉德萬、阿爾米納區和特拉哈瓦的部分地區。

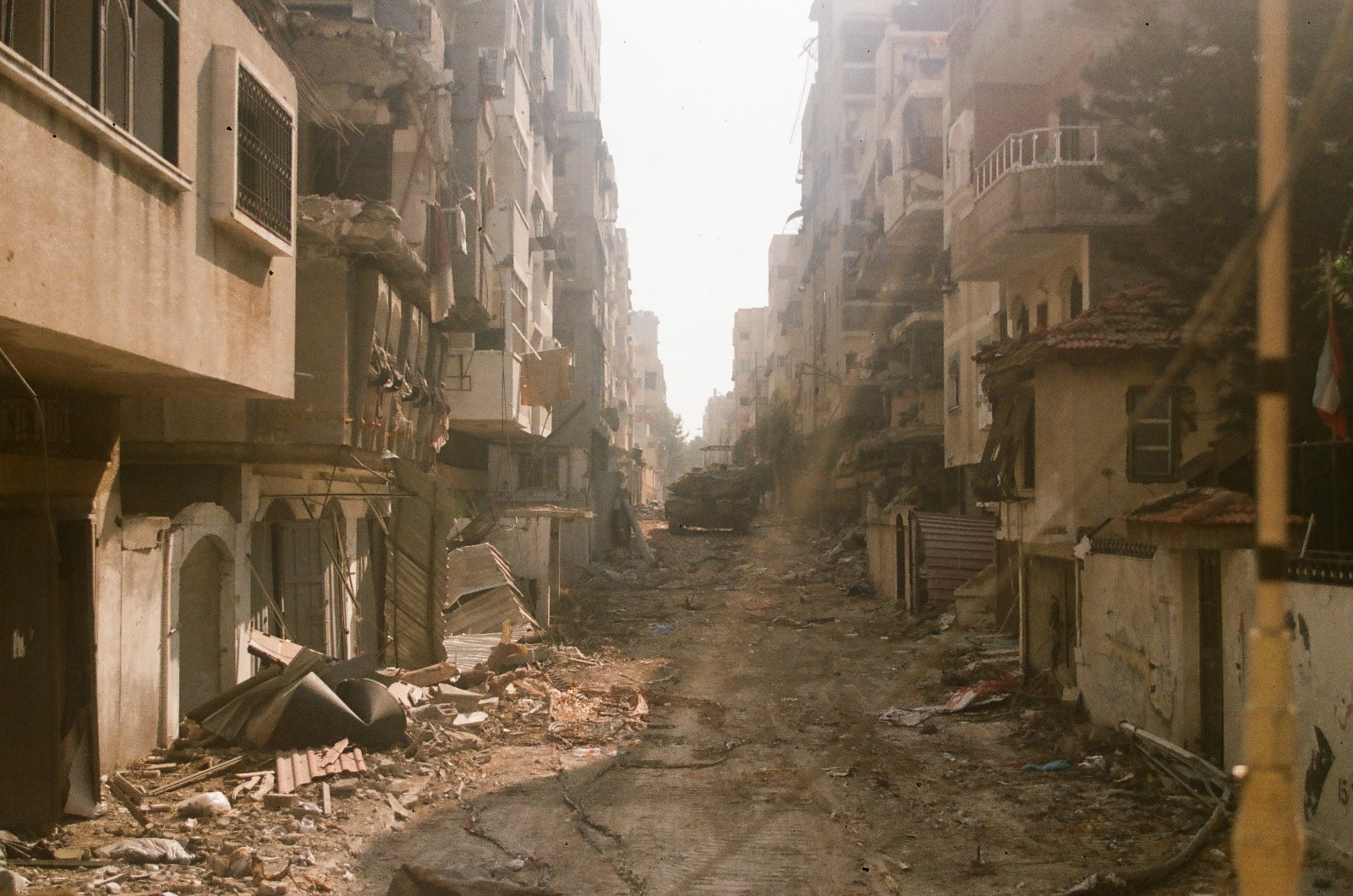
2024年1月4日，以色列梅卡瓦坦克車在加薩街頭行駛。

1月6日，以色列政府聲稱哈瑪斯對加薩走廊北部的控制已被解除。

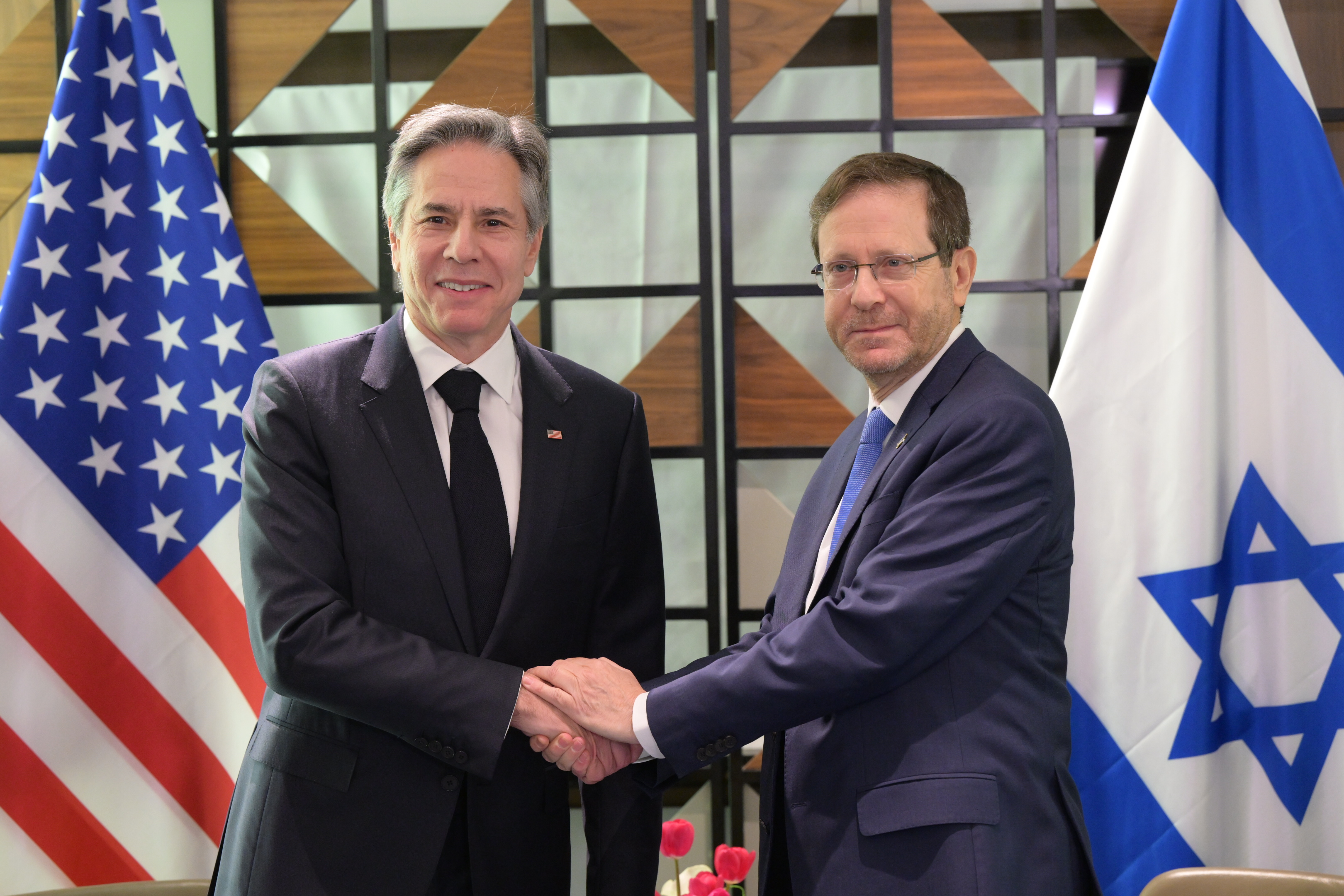
美國國務卿布林肯和以色列總統赫爾佐格於2024年1月9日在以色列特拉維夫舉行會議。

1月15日，以色列國防部長加蘭特表示，加薩走廊北部最激烈的戰鬥已經結束，新階段的低強度戰鬥即將開始。
2月12日，以色列國防軍大規模空襲拉法市。美国总统乔·拜登警告内塔尼亚胡，以色列不应在没有“可信和可执行”保护平民的计划的情况下对拉法的哈马斯进行军事行动。
2月18日，以色列戰時內閣成員甘茨警告稱，除非哈瑪斯屆時釋放所有人質，否則將於3月10日對拉法發動地面攻勢。 甘茨補充說，以色列將「以協調的方式採取行動，與我們的美國和埃及夥伴對話，促進平民撤離，以盡量減少平民傷亡」。
3月18日至4月1日期間，以色列軍隊再次襲擊了希法醫院。 以色列國防軍在該地區與哈瑪斯武裝分子發生衝突。據以色列國防軍稱，多位哈馬斯高級領導人在醫院的戰鬥中喪生。
3月25日，聯合國安理會通過決議，要求加薩立即停火，停火將持續到齋戒剩餘時間，美國代表投了棄權票，所有其他代表都投票贊成該決議。
4月7日，以色列宣布從汗尤尼斯撤軍，加薩走廊北部只剩下一個旅。撤軍後，該城市流離失所的巴勒斯坦人民開始從加薩走廊南部地區返回。
4月15日，以色列消息人士稱，以色列計劃於四月中旬左右在拉法發動地面攻勢的第一步，但由於考慮對伊朗襲擊以色列的反應而推遲。4月25日，以色列在進攻之前加強了對拉法的打擊。

### 拉法攻勢

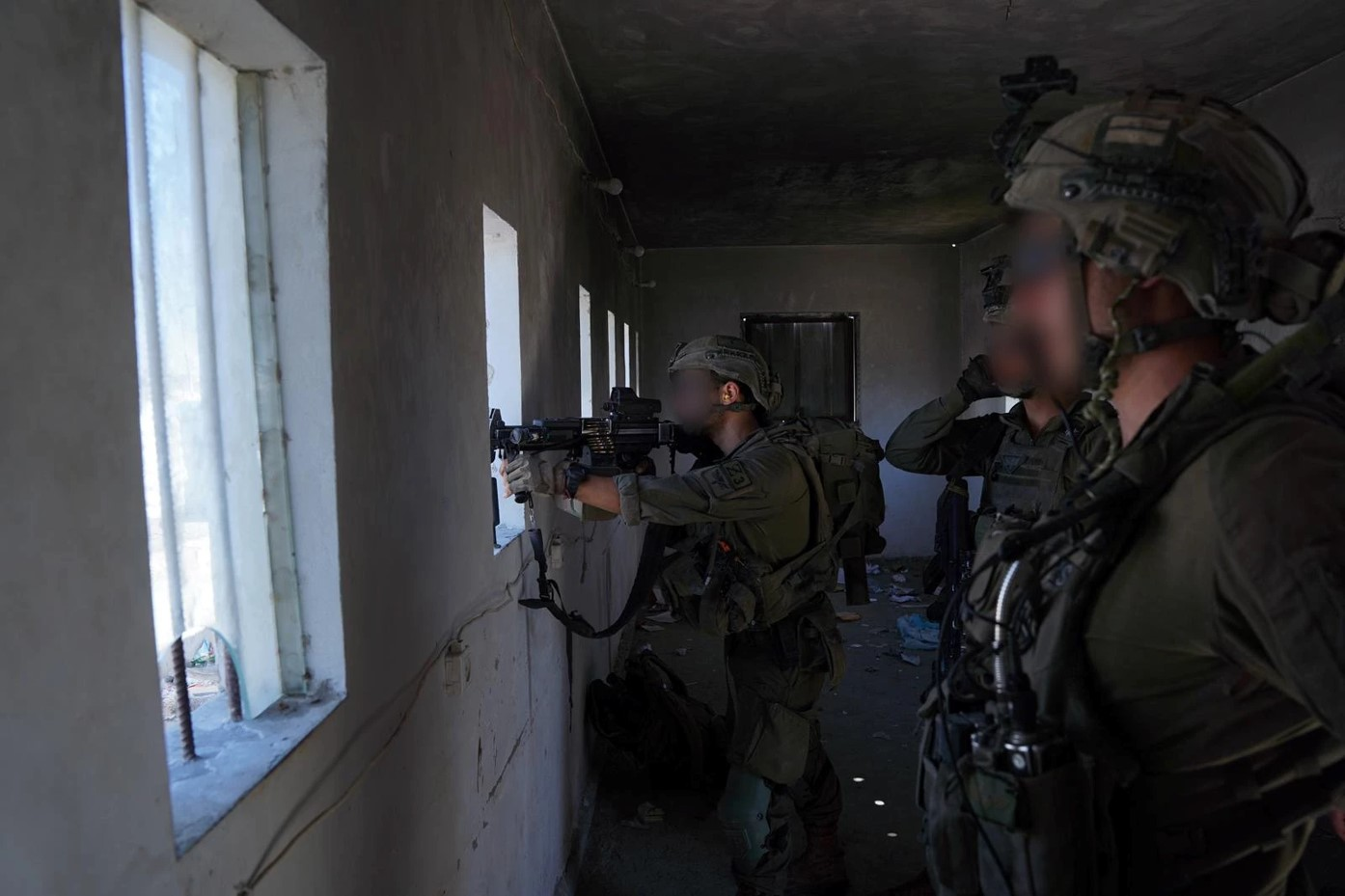
以色列國防軍在拉法市的米茲拉希奧特附近執行任務。

5月6日，以色列軍方呼籲拉法東部平民撤離至汗尤尼斯以西的馬瓦西，約10萬人受影響。當天晚些時候，以色列國防軍進入拉法郊區，逼近拉法口岸和埃及邊境。5月7日，以色列軍隊控制了與埃及接壤的拉法口岸加薩一側。5月8日，美國總統拜登表示，如果以色列繼續大規模入侵拉法，美國將停止向以色列提供武器。
5月11日，以色列軍方命令更多居民撤離拉法東部和中部。5月15日，據聯合國稱，截至15日，估計有60萬人逃離拉法，另有10萬人逃離北部。
5月24日，國際法院裁定以色列必須立即停止對拉法的軍事攻擊。，聯合國表示，自以色列拉法行動開始以來，只有906輛援助卡車抵達加薩。5月31日，美國宣布了三階段停火方案以結束戰爭。
5月26日，以色列空军对加沙地带拉法西部的特尔苏丹难民营发动空袭，导致45至50人丧生，超过200人受伤。

### 继续在加沙地带行动（2024年6月至2025年1月）
6月8日，以色列国防军在近东救济工程处努塞拉特难民营进行救援人质行动，解救了四名人質，一名以色列軍官在行动中死亡。此次行动造成至少276名巴勒斯坦人死亡，超过698人受伤。
6月17日，以色列总理内塔尼亚胡宣佈正式解散战时内阁。6月20日，以色列軍方發言人、海軍少將丹尼爾·哈加里表示，“哈瑪斯是一個想法……植根於人民心中——任何認為我們可以消滅哈瑪斯的人都是錯誤的。”
6月23日，以色列總理本雅明·内塔尼亚胡表示，加薩走廊與哈瑪斯最激烈的戰鬥即將結束，军方的重心可能会轉移到與真主黨交火不斷升級的黎巴嫩邊境。他還表示，他願意與哈瑪斯達成部分協議，以歸還部分人質，但戰爭將在暫停後繼續進行，以消滅哈瑪斯。哈瑪斯表示，任何協議都應包括永久停火以及以色列從加薩撤軍，而内塔尼亚胡的立場證實了他拒絕美國提出的停火協議和最近的安理會決議。
7月31日，伊朗革命卫队和哈马斯表示，哈马斯最高级别领导人之一的伊斯梅尔·哈尼亚在伊朗遇袭身亡。伊朗聲稱將於未來幾日襲擊以色列進行報復。
8月1日，以色列表示已确认穆罕默德·戴夫在7月13日对汗尤尼斯的空袭中丧生。
10月17日，哈馬斯政治領袖叶海亚·辛瓦尔證實已被以色列在拉法擊斃。

### 第二次停火（2025年1月至2025年3月）
2025年1月13日，加沙停火谈判取得突破。美国国家安全顾问沙利文称以色列和哈马斯“很有可能”于本周达成停火协议。
2025年1月15日，以色列与哈马斯已就加沙地带停火和释放人质达成协议。
2025年1月15日，以色列和哈馬斯在卡塔爾的斡旋下宣佈達成協議，哈馬斯同意釋放自10月7日襲擊以來被扣押在加沙地帶的多名以色列人質，以交換被扣押在以色列監獄的哈馬斯好戰分子和其他巴勒斯坦囚犯。双方还在战争期间第二次同意停火；停火于2025年1月19日上午生效。
1月18日，以色列内阁全体会议已批准了加沙停火协议。停火协议分三阶段。以色列要释放737名巴勒斯坦人。在停火协议第一阶段的42天中，哈马斯要在19日停火首日释放3名女性，之后将每周分批释放剩余30名人员。以色列則要总共约1900名巴勒斯坦被关押人员。
停火协议原定於2025年1月19日早上8时30分生效，但由於以色列以未收到哈馬斯提交的3名人質名單為由繼續轟炸加沙地帶並造成至少8死。哈馬斯隨後表示是技術原因並向以色列提交了3名人質名單。隨後雙方於上午11时15分正式停火。 以色列方面同時允許援助物资进入加沙地带。
2月3日，在約旦河西岸北部傑寧難民營傳出多下爆炸巨響，濃煙升上半空。巴勒斯坦官方通訊社指，約有20幢建築物被夷平。以軍就表示，在當地發現多間爆炸品實驗室、武器庫及哨站後，共炸毀23幢建築物。而在附近的市鎮蓋巴提耶同日亦遭以軍襲擊，兩人死亡。
2月5日，美国总统唐纳德·特朗普宣布，美国将在巴勒斯坦人被强行从加沙地带被清除后接管加沙地带，该言论随后遭到了多个国际世界领导人的谴责，然而以色列国会议员伊塔马尔·本-格维尔却对特朗普的接管加沙计划表示称赞，并表示巴勒斯坦“移民”是战争唯一的解决方案。

### 重新恢復敵對行動（2025年3月至今）
3月18日，以色列總理內塔尼亞胡表示，以色列已「全力恢復」對加沙地帶哈馬斯的軍事行動，重啟大規模空襲並且重新封鎖加沙地帶。加沙衞生部表示超過400人死亡，包括一名哈馬斯高層保安官員，另外逾千人受傷。以色列总理办公室3月18日发表声明，由于哈马斯一再拒绝释放人质，并拒绝美国和其他协调方的所有提议，以色列恢复对哈马斯的军事行动。
5月16日，以色列軍隊發起「基甸戰車行動」（Operation Gideon's Chariots），再度大規模進攻加薩區域。5月18日，以色列方面又允許人道主義物資運入加沙地帶。
7月27日，以色列國防軍宣布從當天起每天的上午10時到晚上8時，在加沙人口稠密的地區實施「局部戰術性軍事活動暫停」。

## 戰爭外溢
- 以色列襲擊真主黨總部後升起的煙霧
- 以色列入侵黎巴嫩期間的以色列軍隊
- 在地中海美國的兩個航空母艦打擊群。

黎巴嫩南部的真主黨和也門的胡塞運動對以色列發動了有限的襲擊，引發了人們對地區軍事衝突範圍廣泛化的擔憂。 伊拉克和敘利亞的伊朗支持的民兵也與美國和以色列國防軍進行了攻擊。在整個戰爭期間，以色列轟炸了大馬士革及其周圍的目標， 2024年4月1日伊朗駐大馬士革大使館遭到攻擊，導致伊朗做出直接反應。伊朗對以色列發動了一系列報復性空襲。以色列和约旦河西岸的巴勒斯坦人之间的暴力冲突也有所升级，2023年自10月7日以來，已有100多名巴勒斯坦人在約旦河西岸與以色列士兵和定居者的對抗中喪生。以色列定居者的暴力行為受到以色列國防軍的嚴厲批評。

### 以色列-黎巴嫩邊境

以色列北部狀況
----
以色列
真主黨在黎巴嫩的存在
敘利亞
以色列佔領的戈蘭高地
以色列下令撤離的地區

以色列和黎巴嫩邊境發生了一系列邊境衝突，10月8日，真主黨對沙巴阿農場的以色列陣地發動砲擊；這立即遭到報復。10月14日，黎巴嫩真主黨也再次宣布砲擊爭議邊境地區的以色列陣地。從那時起，小衝突每天都在發生。 衝突已導致71名黎巴嫩人和 9 名以色列士兵死亡， 此後，小規模衝突每天都在發生，並蔓延至被佔領的戈蘭高地。衝突造成229名真主黨武裝分子和14名以色列士兵死亡， 以及50多名黎巴嫩人和6名以色列平民、一名黎巴嫩陸軍士兵、 導致黎巴嫩55,000人流離失所，以色列數萬人流離失所。 

### 廣義黎凡特地區
自2023年11月以來，伊拉克伊斯蘭抵抗組織宣稱對以色列境內目標的無人機和飛彈攻擊負責，以報復以色列對加薩的巴勒斯坦平民的攻擊。該組織表示將繼續「攻擊敵方據點」。埃拉特、死海海岸線、以色列佔領的戈蘭高地卡里什鑽井平台、海法灣、阿什杜德、謝莫納鎮、臺拉維夫、拉蒙機場和艾利費萊特都發生了襲擊事件。
2024年1月底，伊拉克伊斯蘭抵抗組織宣布進入第二階段行動，其中包括封鎖通往以色列港口的海上航線並癱瘓這些港口。 此後，伊拉克伊斯蘭抵抗組織與胡塞運動對以色列發起聯合軍事行動，並持續協同進攻海法港的船隻。

胡希武裝襲擊曼德海峽的商船

### 胡希運動參與紅海周邊
據認為，針對以色列的幾次導彈攻擊都是由伊朗支持的胡塞武裝分子發起的。10月31日，胡希武裝發言人薩裡表示，該組織已向以色列發射彈道導彈和無人機，並將繼續這樣做“以幫助巴勒斯坦人民取得勝利”這一事件在一些新聞網站中被誤認為是葉門的宣戰，事實上國際公認的葉門政府沒有向以色列宣戰。
由于胡塞武装多次袭击被认为与以色列有联系的货船，至12月16日，四家主要的集装箱航运公司（地中海航运、达飞海运、馬士基、赫伯罗特）相继宣布暂停经红海的航线，需要绕行非洲南部好望角。
12月18日，美国也计划组建多国舰队联盟行动“繁榮衛士行動”来保障红海的航行安全。

約旦河西岸
----

### 叙利亚
10月11日，敘利亞砲擊了戈蘭高地，以色列陸軍也發射砲彈反擊。10月12日，以色列空袭了叙利亚的大马士革国际机场与阿勒颇国际机场。10月15日，戈蘭高地再遭敘利亞砲火攻擊，以軍隨即發動反擊。

### 伊朗
2023年10月7日的袭击事件发生后，伊朗领导人公开赞扬了这些袭击事件，但否认有直接参与。
2024年1月20日，伊朗駐敘利亞聖城旅的四名成員在大馬士革的一次空襲中喪生。2024年4月1日，以色列空軍對伊朗駐大馬士革領事館發動空襲，伊朗伊斯兰革命卫队圣城旅指挥官穆罕默德-礼萨·扎赫迪和几名高级军官身亡。4月13日晚，伊朗對以色列發動空襲以報復領事館攻擊。

## 傷亡

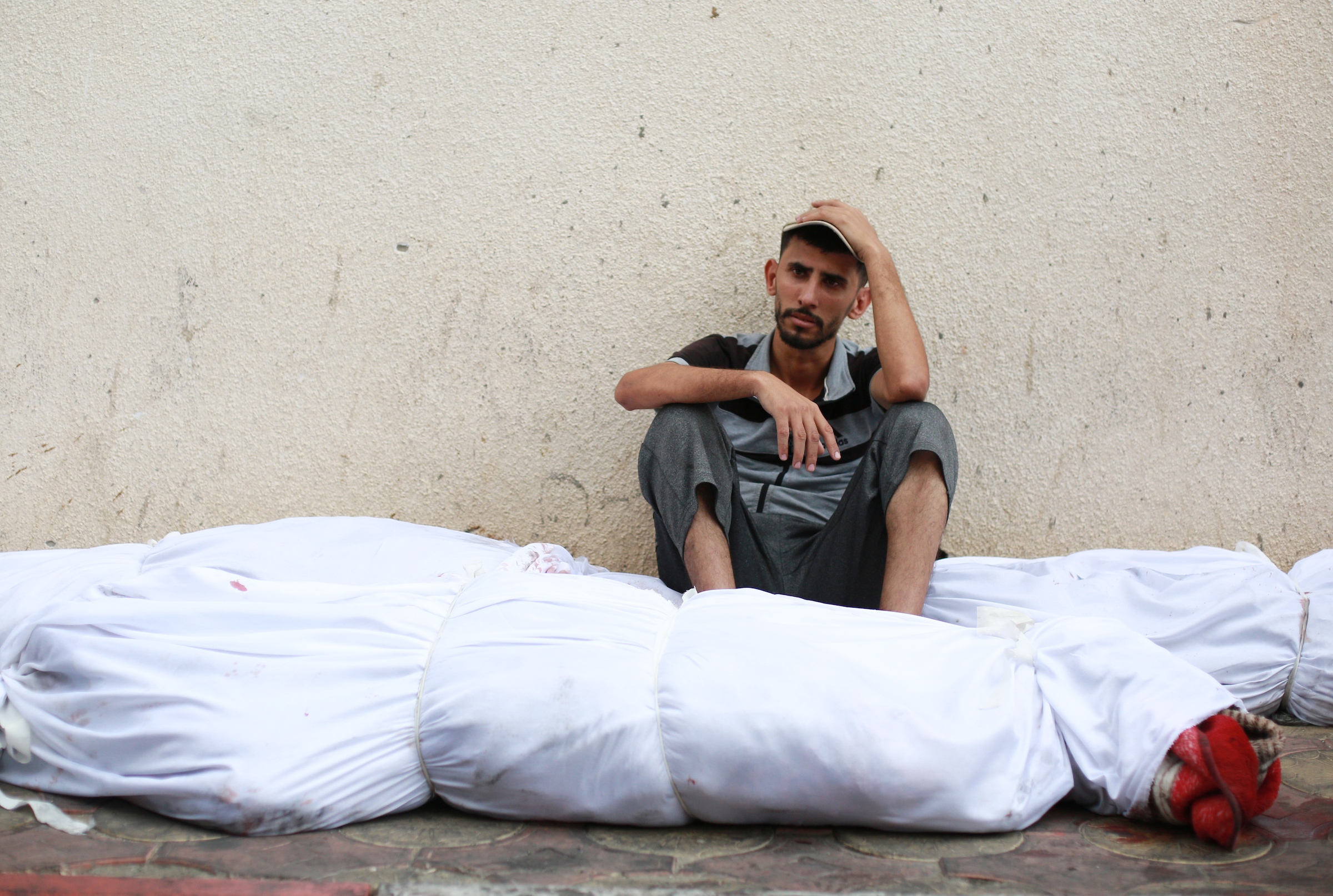
加沙走廊賈巴利亞攜帶屍袋的男子。

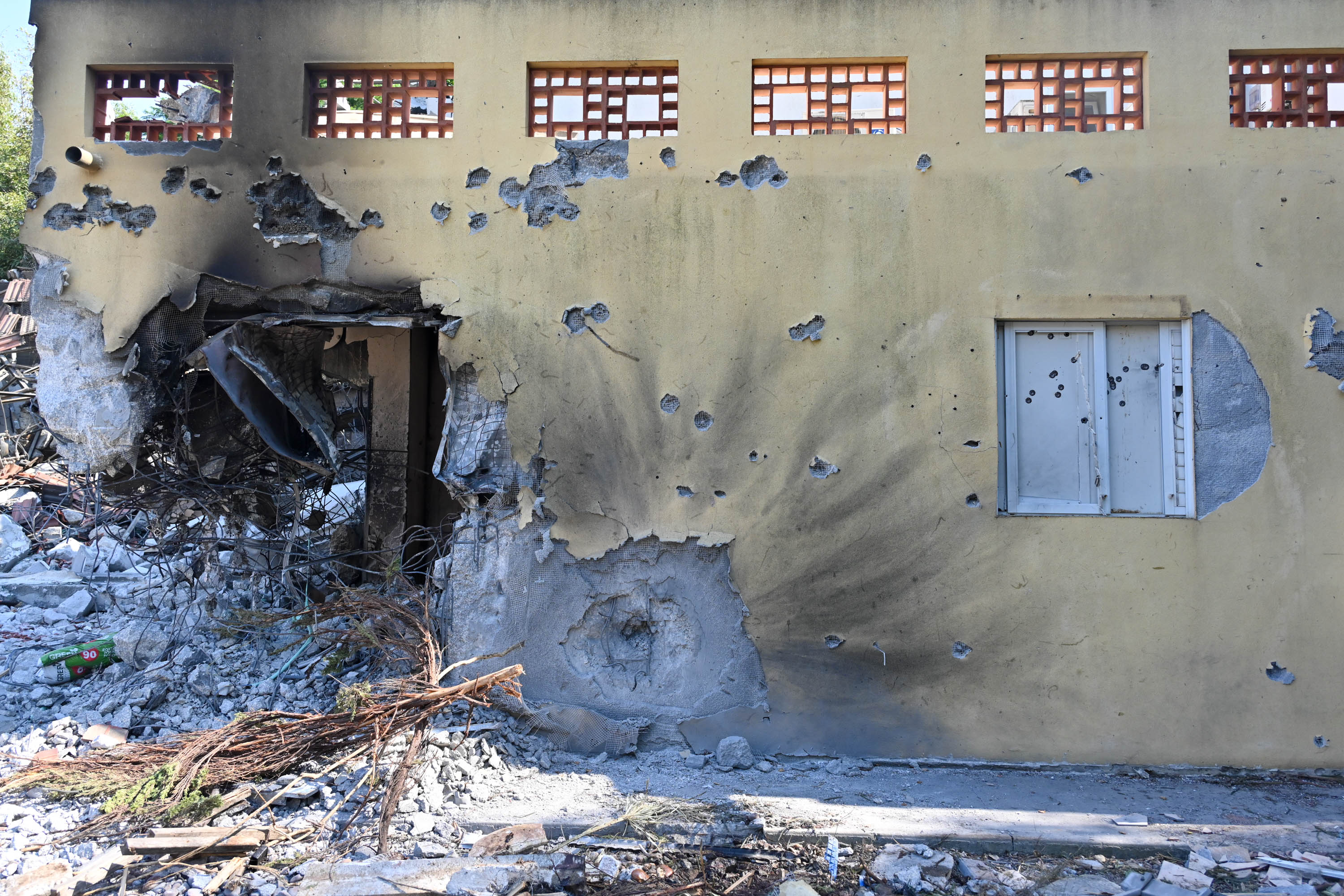
貝埃里受進攻後。

根据加沙卫生部提供的数据，自2023年10月7日开战以来，至2025年3月22日，已造成加沙地带55,104多人死亡，127,394多人受伤。以色列方面有超过1200人死亡，5,400多人受伤 。根据联合国人道主义事务协调厅（OCHA）的统计，约旦河西岸有991人死亡，8,857人受伤。
截至2025年6月9日120名学者死亡，超过224名人道主义援助工作者死亡。截至8月11日，有至少237名记者遇难。

## 戰爭罪行
自以哈戰爭開始以來，聯合國人權理事會確定哈瑪斯和以色列國防軍雙方均犯有戰爭罪。巴勒斯坦被佔領土問題獨立國際調查委員會表示，“有明確證據表明，以色列和哈瑪斯最近爆發的暴力事件可能犯下了戰爭罪，必須追究所有違反國際法並針對平民的人的責任。” 10月27日，聯合國人權事務高級專員辦事處發言人呼籲成立獨立法庭，審查雙方可能犯下的戰爭罪行。
12月29日，南非向國際法院提起針對以色列的訴訟，指控以色列的行為構成種族滅絕。南非要求國際法院發布臨時措施，包括命令以色列停止在加薩的軍事行動。國際法院2024年1月26日作出的臨時裁決命令以色列採取措施防止加薩發生種族滅絕行為，也必須允許向加薩提供人道主義援助，但沒有下令停火。南非也是2023年11月將戰爭移交國際刑事法院的五個國家之一。
國際刑事法院確認，其調查2014年6月以來在巴勒斯坦犯下的戰爭罪指控的任務延伸至當前衝突。2024年5月20日，國際刑事法院檢察官卡里姆·汗宣布打算對哈马斯領導人辛瓦、德伊夫和哈尼亞，以及以色列总理納坦雅胡和國防部長加蘭特尋求逮捕令，罪名是涉嫌戰爭罪和反人類罪。
6月7日，以色列和哈瑪斯均被列入聯合國秘書長提交的記錄武裝衝突中侵犯兒童權利的年度報告附件中的「恥辱名單」。儘管過去的報告指責以色列嚴重侵犯兒童權利，但該國從未被列入附件。
6月19日，聯合國巴勒斯坦被佔領土問題獨立國際調查委員會向聯合國人權理事會提交了一份詳細報告了2023年10月7日至12月31日的戰爭，確認哈瑪斯和以色列均犯有戰爭罪，以色列的行為也構成危害人類罪。
報告發現，哈瑪斯軍事部門和其他六個巴勒斯坦武裝團體對故意攻擊平民、謀殺或故意殺戮、虐殺、酷刑、性侵、不人道或殘忍待遇、摧毀或奪取對手財產等戰爭罪負有責任，侵犯個人尊嚴並劫持人質，包括兒童。
關於以色列在加薩的軍事行動和襲擊，委員會得出結論認為，以色列當局應對以飢餓作為作戰方法、謀殺或故意殺戮、故意針對平民和民用物體進行攻擊、強行轉移、性暴力等戰爭罪負責。酷刑和不人道或殘忍待遇、任意拘留和侵犯個人尊嚴。它還發現以色列犯下了許多反人類罪，包括對巴勒斯坦人進行滅絕以及針對巴勒斯坦男子和男孩的性別迫害。該委員會表示，作為國際刑事法院在巴勒斯坦的調查的一部分，他們已向國際刑事法院提交了7,000份與以色列和哈瑪斯所犯罪行有關的證據。

## 各方反應

### 以色列

#### 紧急联合政府
在反对党中，擁有未來党主席和前任总理拉皮德、国家团结党主席甘茨、以色列是我们的家园党主席利伯曼、工党主席领导人迈克尔发表联合声明，表示全力支持以色列国防军，并与政府团结一致：“在这样的时刻，以色列不存在反对党和联合政府之分。”
在拉皮德敦促内塔尼亚胡“搁置分歧，组建紧急、精简、专业的政府”后，内塔尼亚胡提议让擁有未來党和国家团结党加入由他的利库德集团领导的联合政府。拉皮德表示，由于现任内阁“极端且功能失调”，以色列无法有效地管理战争，他敦促内塔尼亚胡将极右翼的宗教锡安主义者党和猶太力量黨排除在外，作为擁有未來党加入紧急联合政府的条件。国家团结党于10月9日与利库德集团会面，讨论组建联合政府的事宜。

10月11日，利库德集团和民族团结党发表联合声明，正式宣布成立紧急团结政府，甘茨加入战时内阁，由内塔尼亚胡任总理，加兰特任国防部长。声明表示，除与哈马斯正在进行的战斗有关的政策和法律外，联合政府将不再推行任何不相关的政策和法律。战时内阁于10月12日获得以色列國會批准。它大大削弱了内塔尼亚胡以前的极右翼联盟伙伴对战争指挥的影响力，这也是甘茨的要求之一。据《国土报》报道，以色列国防军前参谋长艾曾科特和战略事务部长德尔默将作为观察员加入该战时内阁

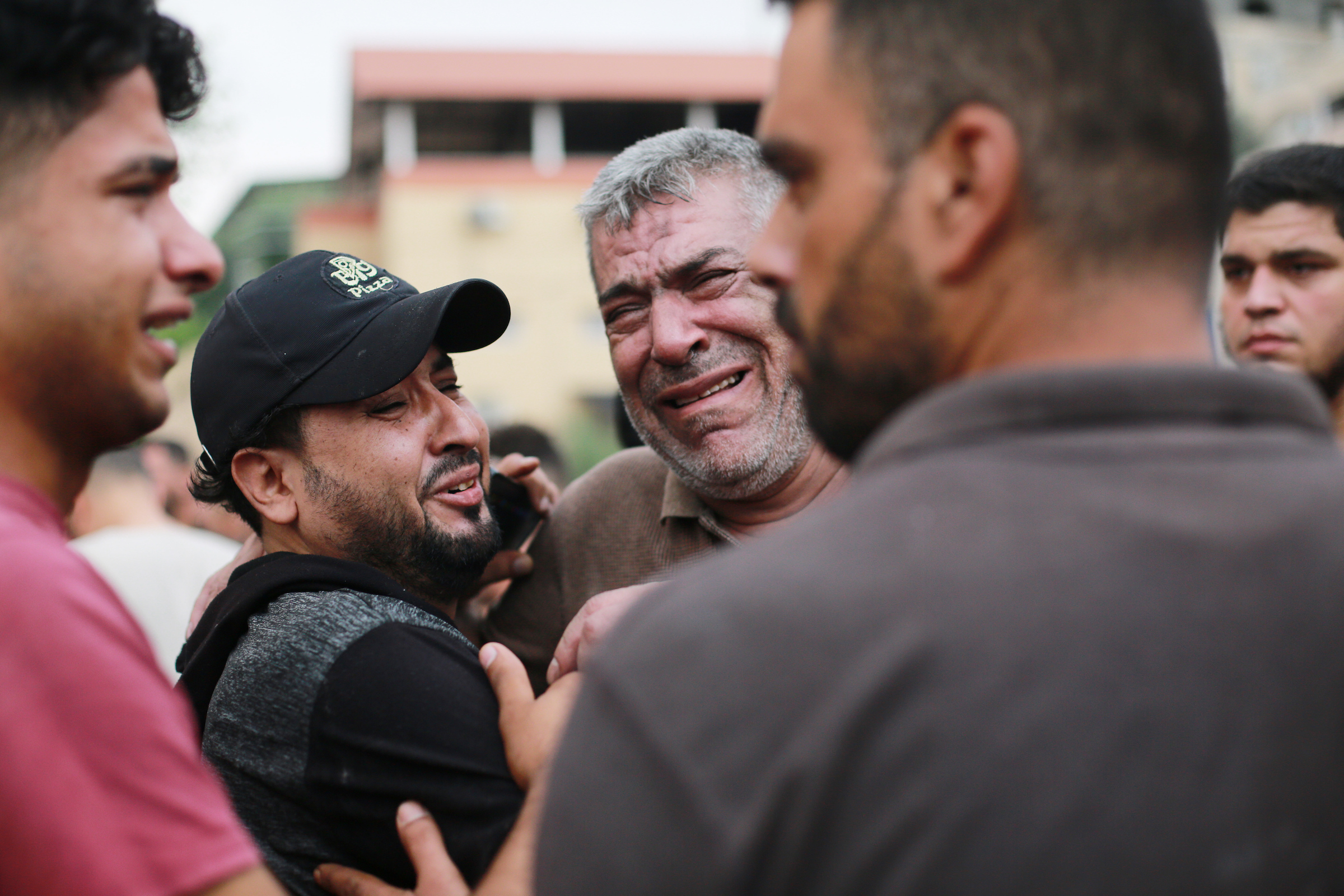
10月8日，賈巴利亞印度尼西亚医院遭受空襲後男子的反應。

### 巴勒斯坦

#### 巴勒斯坦自治政府
巴勒斯坦总统阿巴斯表示，巴勒斯坦人民有权捍卫自己，反对「定居者和占领军的恐怖行为」。，认为以色列命令居民撤離加薩北部的命令將構成第二次災難。不過他也表示哈马斯的行动不代表巴勒斯坦人民。
巴勒斯坦總理什塔耶表示，一切責任均在以方，以色列制造仇恨、暴力，违反了国际法，国际社会对以色列的包庇是在鼓勵以色列犯下更多罪行。
巴勒斯坦外交部表示巴方此前就每天的挑衅和袭击、定居者和占领军的持续恐怖主义行为，以及对阿克萨清真寺及基督教和伊斯兰教圣地袭击的后果提出了警告。國際社會對以色列佔領軍的犯罪和種族行徑保持沈默是導致暴力衝突爆發以及巴勒斯坦地區缺乏和平與安全的主要原因。巴方呼籲结束以色列对巴勒斯坦土地的占领，支持在1967年两国边界的基础上，建立一个以东耶路撒冷为首都的巴勒斯坦国。
巴勒斯坦衛生部稱，約旦河西岸已造成61人死亡、1,250人受傷。 巴勒斯坦囚犯俱樂部表示，自戰爭開始以來，已有850名巴勒斯坦人被以色列當局逮捕，包括議員、知名人士、記者和前被拘留者。

#### 加薩走廊政府
加薩走廊教育部表示，加薩走廊的学校已关闭，直至另行通知。隸屬哈馬斯的加薩衛生部呼吁民眾獻血。加薩內政部發言人表示，以色列說他們的目標是抵抗組織哈瑪斯基礎設施，這是在撒謊，並且加薩的每個人都是目標。。加薩市長薩拉吉在接受采訪時敦促國際社會支持受害者，支持巴勒斯坦人，稱以色列的封鎖違反國際法。

###### 哈瑪斯
哈馬斯副領導人阿魯里告訴半島電視台，其部隊已劫持了足夠多的以色列人質，以確保以色列釋放巴勒斯坦囚犯。哈瑪斯發言人阿布‧奧貝達表示，他們將被俘的以色列士兵關押在「安全地點」和隧道中。目前估計囚犯人數在4,499 至 5,200人之間，其中包括170名兒童。交換囚犯在阿以衝突中早已存在。2006年，哈馬斯抓獲吉拉德·沙利特，迫使以色列釋放1,000名巴勒斯坦人，其中一些被以色列判犯有恐怖主義罪。
10月10日，哈瑪斯官員巴塞姆·納伊姆否認有任何平民被殺，稱只有以色列士兵被殺。10月11日，哈瑪斯在一份聲明中再次否認它殺害了平民，並表示其軍事部門“努力針對以色列軍事和安全系統”，稱其為“合法目標”。巴勒斯坦伊斯蘭聖戰組織的發言人表示，由於以色列實行義務兵役制，他們不認為以色列人是平民。
哈瑪斯高級官員哈立德·馬沙爾表示，該組織完全意識到襲擊以色列的後果，並表示巴勒斯坦的解放伴隨著犧牲。
哈瑪斯媒體顧問塔希爾·努努表示，哈馬斯的目標是建立永久的戰爭狀態。哈馬斯還拒絕了其治理加薩的責任，哈利勒·哈亞表示，“哈馬斯的目標不是管理加薩並為其帶來水和電等。
哈瑪斯官員表示，他們預計以色列將進行嚴厲報復，並「為犧牲烈士而感到自豪」。 哈瑪斯希望這次襲擊能引發針對以色列的更廣泛的戰爭。
2024年1月21日，哈瑪斯就10月7日的襲擊發表了一份長達16頁的聲明，稱這是「對抗以色列針對巴勒斯坦人民的所有陰謀的必要步驟和正常反應」。 聲明稱，襲擊期間“可能發生了一些故障”，“是由於以色列安全和軍事系統的迅速崩潰，以及與加薩邊境地區造成的混亂”， 哈瑪斯表示，“如果有任何針對平民的事件，那也是偶然發生的。” 

### 國際

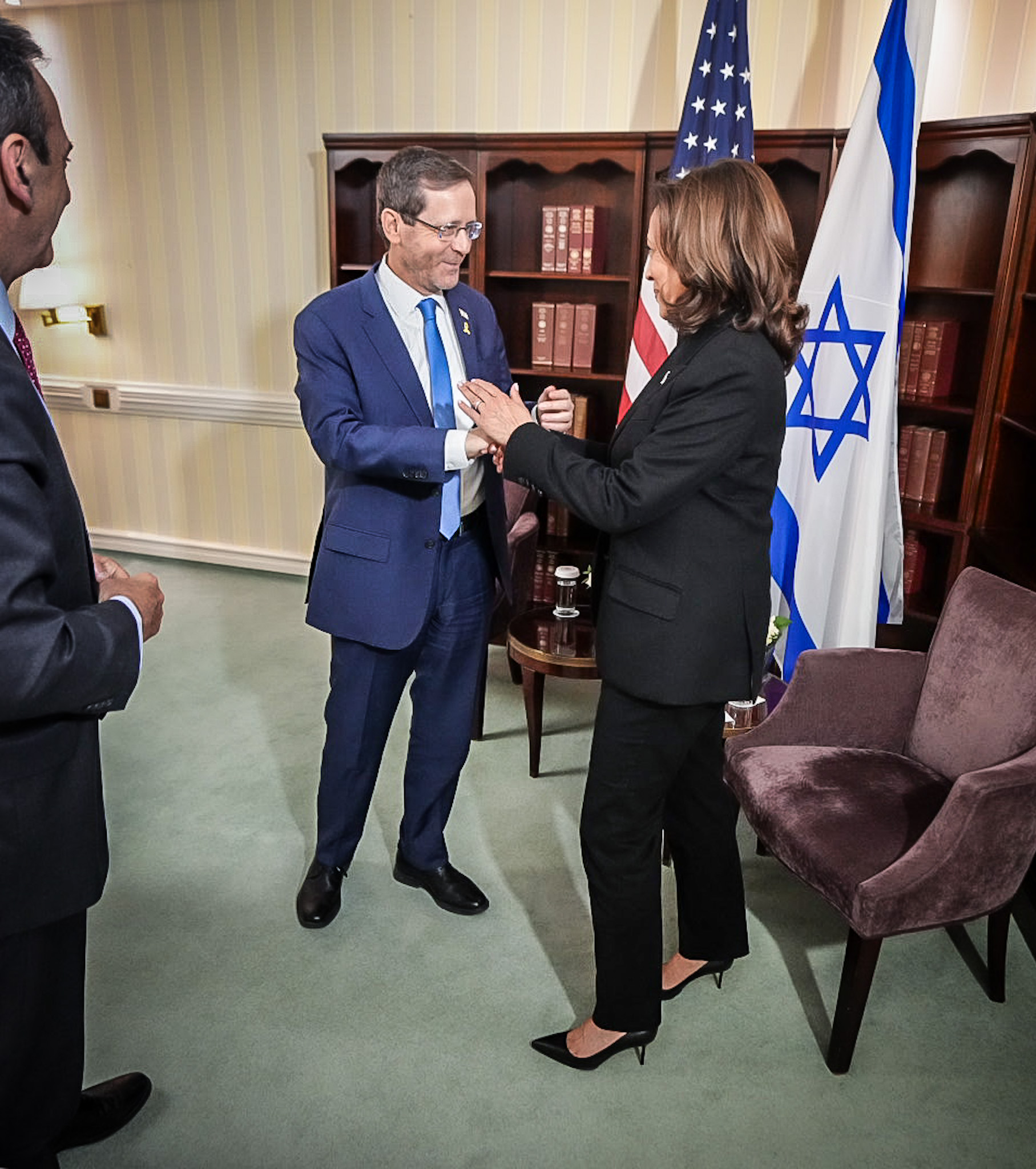
美國副總統賀錦麗 (Kamala Harris) 與以色列總統伊萨克·赫尔佐格 (Isaac Herzog) 於2024年2月在德國舉行的第60屆慕尼黑安全會議上。

#### 聯合國
10月11日，聯合國秘書長呼籲中東各方防止衝突蔓延。10月13日，世界卫生组织希望埃及通过拉法口岸恢复向加沙地带提供基本物资以及医疗用品援助。
10月24日，古特雷斯呼籲立即進行人道主義停火，以提供急需資源，並強調必須遵守戰爭規則，稱須認識到哈馬斯的襲擊“不是憑空發生”，他稱“以色列军队对加沙的无情轰炸、平民伤亡的程度以及对居民区的大规模破坏继续加剧，令人深感震惊。” 以色列外長科恩批評古特雷斯這番言論如同合理化恐怖主義行徑，因此取消會見古特雷斯，駐聯合國大使埃爾丹更要求古特雷斯辭職。他表示因古特雷斯的言論，以方拒絕向聯合國代表發簽證。聯合國人道主義事務副秘書長格里菲斯的簽證申請已率先被拒。古特雷斯表示「對以方歪曲其言論感到震驚」。 2024年4月5日，古特雷斯批評以色列在衝突中造成大量援助人員死亡。

2024年7月23日，秘书长发言人杜加里克在例行简报会上回答记者提问时表示，秘书长古特雷斯非常欢迎巴勒斯坦各派签署《北京宣言》，并对中国以及其他参与推动这一进程的国家所作的努力表示赞赏。秘书长鼓励所有派别通过对话克服分歧，并敦促他们落实在北京作出的承诺和签署的宣言。杜加里克还表示，联合国将继续致力于与所有利益攸关方合作，根据联合国决议和国际法，全面解决以巴冲突，以实现以色列和巴勒斯坦在安全和公认的边界内，以1967年前的界线为基础，以耶路撒冷为两国首都，和平、安全地毗邻共存。

這張地圖顯示了各國及其各自在联合国大会第ES-10/21号决议中的投票情況，該決議呼籲“立即和持續”的人道主義停火和停止敵對行動
----
贊成
反對
棄權
缺席
非會員國

#### 聯合國大會
2023年10月26日，約旦代表22個阿拉伯國家草擬的決議案提交聯合國大會，要求以色列和哈瑪斯立即人道主義停火，讓援助物資進入加薩走廊並保護平民，並譴責所有針對巴以平民的暴行。
10月27日聯合國大會以121票贊成、14票反對、44票棄權通過決議，呼吁立即在当前冲突中实行持久和持续的人道主义休战。
12月12日，联合国大会以壓倒性多數（153票赞成、23票弃权、10票反对），通过了一项不具约束力的决议，呼吁立即停火、立即无条件释放人质、确保人道主义准入。
2024年9月18日，聯合國大會以壓倒性票數（124 票贊成、14 票反對、43 票棄權）通過了一項決議，要求以色列「毫不拖延地結束其在巴勒斯坦被佔領土上的非法存在」。

#### 聯合國安理會
10月8日下午，联合国安理会举行了紧急闭门磋商会议。 自巴以冲突爆发以来，联合国安理会有关巴以冲突的前四份决议草案均未获通过。2023年11月15日通过了一份長時間暂停决议，2024年3月25日通过了一份停火决议。
2023年10月16日，俄羅斯提出的決議草案譴責針對平民的暴行及恐怖主義，但未提及哈馬斯。在聯合國安理會獲得5票赞成、4票反對、6票棄權而不通過。
10月18日，巴西主導的停火決議草案在安理會获得12票赞成、1票反對、2票棄權，因常任理事国美國行使否决权而未通過；美國否決的理由是該案文沒有提及以色列的自衛權。
10月25日，俄罗斯和美国分别向联合国安理会提出了一份决议草案，其中俄罗斯的草案在联合国安理会获得4票赞成、2票反對、9票棄權，由于表决没有获得至少9票赞成，因而草案未能获得通过；美国的草案获得10票赞成、3票反對、2票棄權，由于常任理事国中国和俄罗斯行使否决權而未通过。俄羅斯否決的理由是該案文沒有提及以色列對加沙平民和民用設施的無差別攻擊；中國否決的理由是該案文沒有明確立即停火，也沒有敦促以色列解除對加沙的全面封鎖，撤銷加沙北部疏散令，這只會進一步擴大人道危機。
11月15日，联合国安理会以12票赞成、无反对、3票弃权，通过由马耳他提交的决议，呼吁在加沙紧急实施長時間的人道主义暂停和建立人道走廊，以便向巴勒斯坦平民提供人道主义援助。
12月8日，世界領導人、國際特赦組織、人權觀察組織和聯合國官員批評美國否決了聯合國安理會呼籲立即人道主義停火的決議。 英國投了棄權票，其餘13名理事會成員投了贊成票。作為對美國否決的回應，埃及引用了第377A號決議，該決議允許聯合國大會解決被聯合國安理會忽視的威脅全球安全的問題。
12月22日，联合国安理会以13票赞成、无反对、2票弃权，通过由阿联酋提交的决议，呼吁增加对加沙人道主义危机的援助，包括供应燃料、食品、医疗用品，明确要求开放所有加沙过境点给人道主义援助，并立即任命一名加沙高级主义和重建协调员。
2024年3月25日以14票赞成、美国弃权通过了联合国安全理事会第2728号决议。根据该决议，安全理事会要求斋月期间在加沙地带立即停火，以实现长期、可持续的停火。
2024年6月10日以后，联合国安全理事会陆续通过了2735号和2737号等决议，但决议都未能如实落实。战争依然继续。

#### 联合国人权理事会
联合国人权理事会人权专家表示，在许多情境下，倡导终结加沙地带的暴力和袭击、呼吁人道主义停火，或对以色列政府的政策和行动提出批评，经常被错误地视为支持恐怖主义或反犹太主义。这种误解抑制了艺术表达和言论自由，引发公众对参与公共生活的恐惧。媒体和艺术界受到沉默的压力，学术和体育领域遭受打压，仇恨言论引起广泛担忧。

#### 世界卫生组织
世界卫生组织发言人林德迈尔表示，加沙的卫生系统岌岌可危，他于12月8日在日内瓦讲话，指责以色列对无辜平民进行了一场战役，过去两个月来这些无辜平民一直是袭击的目标，这些袭击“切断了加沙的水、食物和任何生活必需品”，“这种局势必须结束。这种冷酷无情必须结束，我们需要停火，我们现在需要停火”。

#### 美国
10月9日，美國國防部下令美國海軍派遣福特號航空母艦打擊群駛往東地中海全力協助以色列。 10月11日，美國參謀長聯席會議（JCS）主席布朗空軍上將在記者會上表示：「目前沒有任何跡象表明其他參與者打算介入衝突、損害以色列的利益。」美國國家安全會議發言人柯比稱，德懷特·D·艾森豪號航空母艦很快就會按預定計畫抵達地中海，若有需要，第2艘美國航艦也可就位，表達美方對以色列的支持。

## 影响

### 教育
截至2024年4月，加沙地帶80%以上的学校被破坏或摧毁，至少62万5000名学生无法接受教育。加沙地帶已有超过5479名学生、261名教师和95名大学教授丧生，超过7819名学生和756名教师受伤。

### 遊行示威
2023年10月7日至11月24日期間，世界各地至少爆發了7,283起支持巴勒斯坦的抗议活动和845起支持以色列的抗议活动。  其中大多集中于美国、欧洲等政府支持以色列的北约国家。
2024年1月7日，澳大利亚生效了新法律，禁止行纳粹礼以及展示或出售与恐怖组织有关的标志，以应对以色列对哈马斯战争后发生的更多反犹太事件。2024年1月25日，美佐治亚州通过了一项法案，在州法律中定义的反犹太主义描述为「对犹太人的某种看法，可以表现为对犹太人的仇恨」，以应对以色列对哈马斯的战争后的反犹太情绪。

### 外交影響

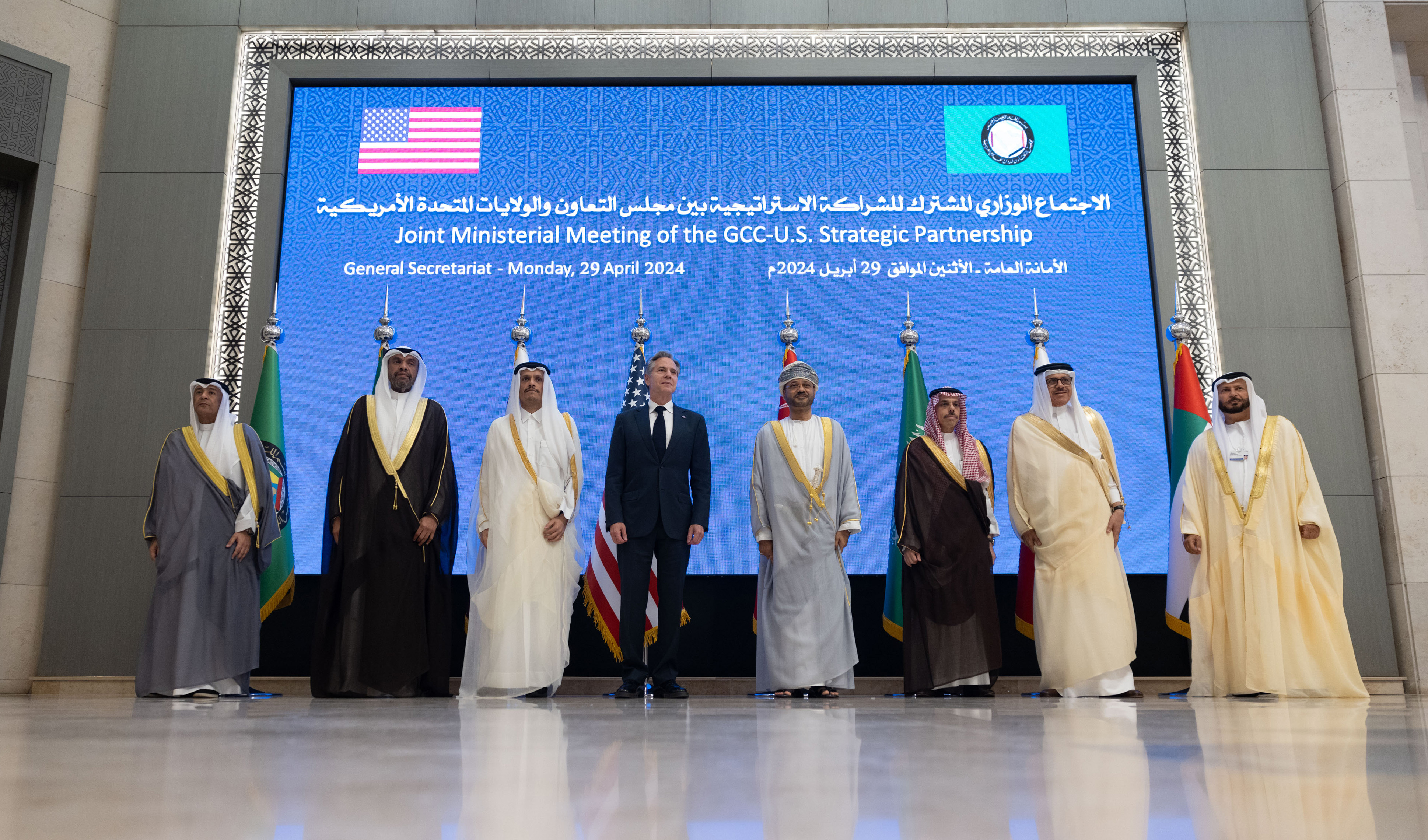
2024年4月19日，美國國務卿安東尼·布林肯與海湾阿拉伯国家合作委员会成員國的外長在沙烏地阿拉伯利雅得會面

戰爭引發重大外交危機，許多國家對衝突反應強烈，影響了區域關係的動力。至少有九個國家採取了嚴厲措施，召回大使並與以色列斷絕外交關係。這場衝突也導致人們重新關注當前衝突的兩國解決方案。
由于造成大量平民伤亡，根据2024年1月早晨諮詢（Morning Consult）發布的民意調查显示，自加沙战争开始以来全球对以色列的支持已大幅下降。美国是唯一一个仍然对以色列持积极看法的富裕国家。
2024年1月26日，聯合國一個專責處理巴勒斯坦難民的機構指收到由以色列提供的資料，有多名僱員涉嫌參與武裝組織哈馬斯去年10月向以色列發動的突襲，已解僱他們並展開調查。美國說調查期間，暫停向該機構提供額外資金。澳洲、加拿大及義大利亦表示暫停對該機構提供資金。
2024年10月，法国总统马克龙表示，应停止向以色列输送用以在加沙地帶作战的武器。

#### 阿拉伯国家
10月13日，沙特阿拉伯批评以色列将巴勒斯坦人赶出加沙并袭击“手无寸铁的平民”。10月14日，沙特阿拉伯決定暂停与以色列关系正常化的谈判。10月27日，沙特阿拉伯警告美国，以色列入侵加沙将“对中东造成灾难性的後果”。戰爭爆發後，玻利维亚宣布与以色列断交，智利、约旦、哥伦比亚、洪都拉斯、土耳其等国宣布召回本国驻以色列大使。以色列宣佈召回駐西班牙大使。

#### 俄罗斯
2024年1月22日，以色列外交部抨击俄罗斯一再试图证明其入侵乌克兰是为了对抗新纳粹主义的宣传而淡化大屠杀对犹太人民的影响。克里姆林宫外交部发言人扎哈罗娃早前为俄乌战争批评德国对犹太国家的“不受限制的支持”，而系统性地忽视了非犹太欧洲少数民族的困境。以色列在外交论文表示“俄罗斯部长的言论“歪曲了大屠杀”，“对受害者和幸存者有害”，并感谢德国的明确支持及其反对南非毫无根据的主张的立场。 2月5日，以色列驻莫斯科大使哈珀林在接受《俄罗斯日报》采访中批评俄罗斯作为遭受了10月7日恐怖袭击的国家之一，不但不支持以色列对恐怖主义的斗争，还与南非的诉讼保持声援令人担忧，因此已失去以色列人的同情。

### 世界经济

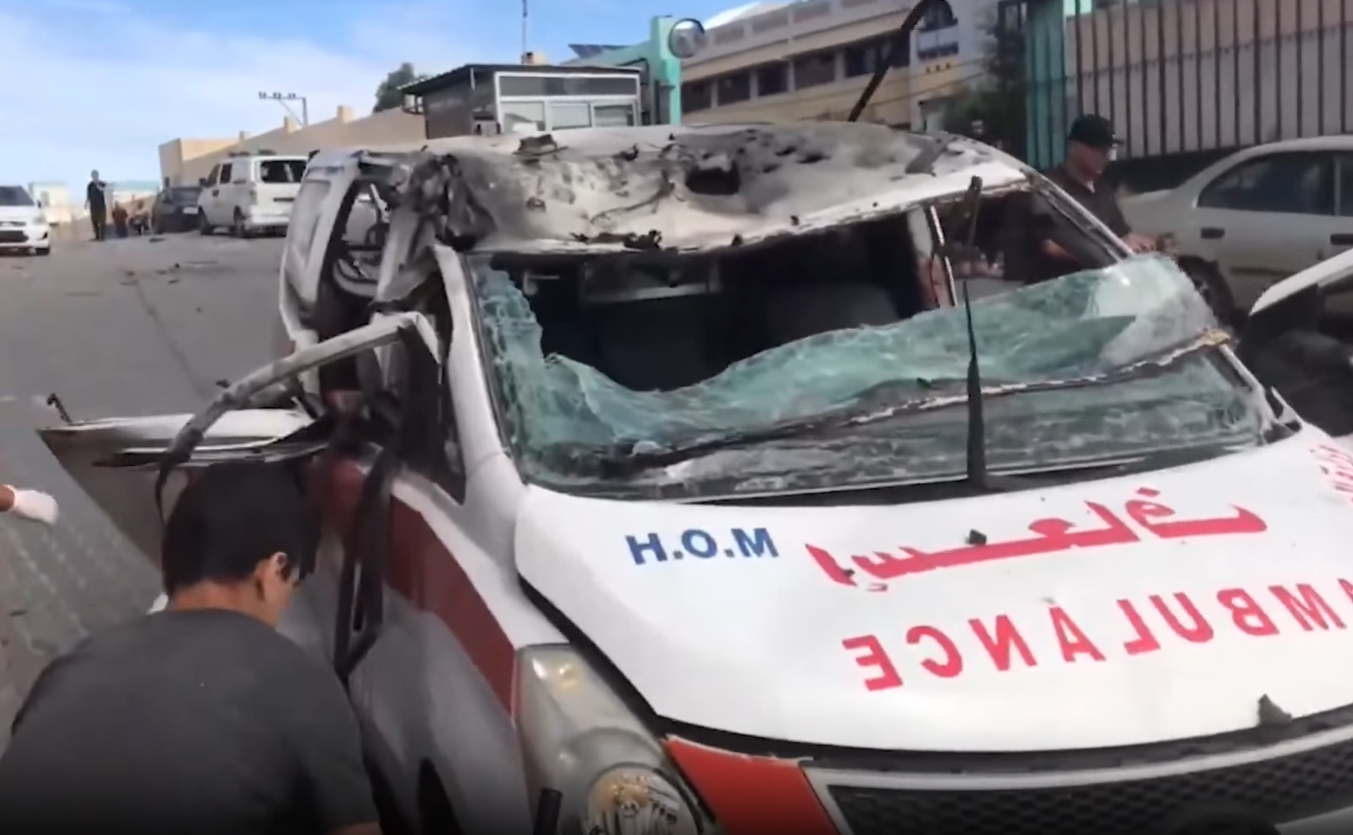
被以色列空袭击毁的红新月会救护车。

衝突爆發後以色列股市重挫。油价上涨3%。輝達取消原訂10月15至16日在特拉維夫舉行的AI峰會。原本要在特拉维夫举行的足球比赛和在海法舉辦的国际电影节取消。外國遊客取消赴以色列旅遊計劃。
包括国泰航空、大韩航空、加拿大航空、印度航空、瑞安航空、汉莎航空、挪威航空在内的多家航空公司宣布取消飞往以色列的航班，海南航空仅保留深圳至特拉维夫航班，取消了从北京和上海飞往特拉维夫的航班。
11月初，根據以色列中央统计局的调查，衝突爆發後以色列市場对产品和服务的需求下降、劳动力不足、供给和物流运输困难，约51%的以色列企业收入损失超过50%，员工规模5到10人的小企业中约57%“严重亏损”。另外以色列特拉维夫证券交易所基准指数TA-35大幅下跌。以色列货币新谢克尔对美元汇率持续下跌，促使以色列央行抛售300亿美元外汇储备稳定汇率。标准普尔将以色列主权信用评级展望从“稳定”下调至“负面”；惠誉将以色列“A+”的长期外币和本币发行人违约评级列入负面观察名单。2023年四季度，以色列经济同比下跌20.7%，个人消费同比下降27.3%，商品和服务进口同比下降42.4%，固定资产投资下跌68.4%，而政府支出则暴增83.7%。截至2024年4月5日，爱尔兰、挪威等國主权财富基金開始從以色列公司撤资。
埃及的旅遊業受衝突影響，埃镑对美元汇率下跌，推升埃及通胀压力。黎巴嫩经济急剧恶化，食品等必需品供应压力增大，餐饮和汽车租赁业大幅萎缩。贝鲁特港海运业务受到冲击。衝突给约旦旅游等行业带来负面影响，而数万名约旦民众参与声援巴勒斯坦的游行集会，使得約旦日常经济活动受到影响。
戰爭爆發後，由於反對以色列的胡塞武裝襲擊途徑曼德海峡及红海的货轮，12月15日、16日，4家航运企业宣布旗下货轮暂时避开需要经过红海的苏伊士运河航线。从上海发往欧洲的运费短期內上涨了约6成。12月26日左右，馬士基、達飛海運等公司相繼宣布復航。12月31日，馬士基表示，旗下一艘商船遭到攻擊，該公司決定未來48小時將暫停通過紅海曼德海峽。

## 分析
以色列在加沙的战争表明了日益加深的全球分歧。 許多西方国家如美國、英國和德國在軍事和外交上向以色列提供了大量軍事和醫療援助，歐洲外交關係委員會中東和北非項目高級政策研究員休·洛瓦特表示，儘管這種支持很強烈，「但西方民众正在繼續遠離以色列」。 洛瓦特說，冷戰期間，以色列站在西方一邊反對蘇聯支持的阿拉伯國家，西方領導人普遍將以色列視為“自由民主陣營的成員”，這部分“解釋了西方對以色列持續的強烈支持——現在這在很大程度上已經成為條件反射」。 相較之下，伊斯蘭世界和全球南方国家譴責以色列及其盟友的行為，批評「西方的道德權威」並聲稱它對人權持雙重標準。 他們認為，西方国家一方面譴責對烏克蘭的非法佔領，另一方面堅定支持佔領巴勒斯坦土地的以色列。
美國喬治城大學政治學教授丹尼尔·拜文和亚历山大·帕尔默表示，这些袭击事件表明巴勒斯坦解放组织的衰落和哈马斯作为巴勒斯坦政治主要权力中心的崛起，并表示如果维持现状，巴解组织将进一步衰落。萊思·阿拉傑洛尼寫道，哈馬斯攻勢的直接影響是暫時團結哈馬斯和巴解組織，最初為攻勢辯護，然而，這可能很快導致他們之間的衝突，如果那裡的更多激進組織開始發動自己的獨立襲擊，可能會導致巴解組織失去對約旦河西岸安全局勢的控制，以色列分析家塞斯·弗兰茨曼表示，这次袭击标志着以色列和哈马斯之间持续冲突的显着升级。它以其巨大的规模和影响力而引人注目，包括火箭弹袭击和加沙边境袭击。这一事件与以往的冲突截然不同，以往的冲突通常是分阶段进行，紧张局势逐渐升级。
纽约州蒙西的独立犹太教育顾问和研究员沙尼·贝肖弗（Shani Bechhofer）指出，亲巴勒斯坦的团体实际上并非抵抗以色列对加沙种族灭绝指控，而是旨在否定1948年联合国建立以色列的存在，这不是对1967年占领加沙和约旦河西岸的抗议，而是否定文明讨论恐怖主义的规范和界限，并引导人群高呼哈马斯的谈话要点来为10月7日的袭击行径合法化。

### 以色列情報失敗
外界普遍認為，此次突襲是以色列情報機構自1973年贖罪日戰爭以來的一次嚴重失敗。哈馬斯攻擊前，以色列國內連月示威抗議總理內塔尼亞胡的司法改革，另一邊，以色列對外正在美國斡旋下尋求跟沙特阿拉伯關係正常化，被認為對以軍的戒備情况有所影響。有專家分析質疑，以色列始終不相信哈馬斯會冒險入侵，相關地區缺乏足夠以軍部署，也是一大失策。
政治記者彼得·博蒙特把這次襲擊稱為以色列政府「多年來的情報失敗」，而猶太新聞聯盟稱之為「想像的失敗」。BBC報導稱，以色列雖然擁有該地區規模最大、資金最充足的情報機構，以及激進組織內的特工網絡，但仍未能預見到攻擊，又補充「哈馬斯一定採取了非凡的行動保密」。美國官員就以色列情報部門對哈馬斯的準備工作不知情表示震驚。以軍加沙師前副司令阿維維表示，“這是一次不亞於贖罪日戰爭的失敗”。
美國海軍退役上將、前北約盟軍指揮官斯塔夫里迪斯接受MSNBC節目訪問，形容這是以色列的情報失敗，坦言對此感到驚訝，稱事件確實令人想起以軍被阿拉伯多國偷襲的贖罪日戰爭，又他指按死亡人數佔全國人口比例計，這次是相當於美國911恐襲級別的事件。前美國駐以色列大使因迪克對哈馬斯在美國和以色列皆未有察覺下，展開如此規模的攻擊感到震驚，「沒有做好準備，未有在邊境部署軍隊，未在邊境修建圍欄，花費數十億謝克爾在邊境興建的圍欄亦未起到作用」。美國智庫卡内基国际和平基金会高級研究員、前美國國務院中東談判代表亞倫·米勒認為，真正的問題是以色列不相信哈馬斯會冒險跨境入侵，指相關地區以軍人數不足是嚴重失敗。前以軍發言人康里克斯表示，以色列整套國防架構未為國民提供必要的防禦，從而導致全球其一最窮困族群的恐怖組織能發動此等毀滅性攻擊。以色列官員指判斷問題所在還為時尚早，但拒絕將事件跟贖罪日戰爭做比較。以色列國防部發言人赫克特表示，明白人們對情報問題有很多疑問，相信之後會有很多有關情報方面的討論。
10月14日，以色列国家安全顾问承認以色列国家安全委员会在哈马斯10月7日對以色列攻击前没有掌握任何情报信息，是整个以色列情报界的误判，国家安全委员会将对情報工作上的疏忽进行审查。

## 媒體報導

### 虛假資訊
衝突期間，虛假資訊範圍廣泛，衝突雙方都散佈虛假、誤導或未經證實的資訊。 許多內容是病毒式傳播，社交媒體上有數千萬條貼文流傳。 一些錯誤訊息也在主流媒體上廣泛傳播，並被國家元首重複。
阿赫利阿拉伯醫院爆炸後，一個自稱是半島電視台記者的X帳號表示，他們有「哈瑪斯飛彈降落在醫院」的影片。 半島電視台隨後澄清，他們與該帳戶沒有關聯，該帳戶後來被刪除。 另一個親俄錯誤訊息的X帳戶聲稱，華爾街日報曾通報爆炸是由Mark84炸彈引起的；華爾街日報尚未發表過這樣的報導。 在双方的Telegram频道中经常出现旧视频或同期发生的俄罗斯入侵乌克兰的交战相关视频，以至于俄罗斯卫星通讯社将俄军T90被乌军炸毁的视频当作“哈马斯炸毁以军坦克”视频上传。中国驻法国大使馆與陈卫华亦曾發布一張以AI偽造的照片，儘管沒有指出地點，但陳衛華留言稱這是 “西方國家集體認可的暴行”，自由亚洲电台认为從貼文的留言和評論可以看出，該圖被普遍認為是以哈戰爭中流離失所的加沙人的照片。
这次衝突中一項關於「哈馬斯於卡法阿扎將40名嬰兒斬首」的未經證實的消息在社交媒体上引起了大量注意， 在X上的浏览量超过4000万次。此項消息主要通过以色列网站I24NEWS和以色列官方账户传播。 这个消息成为近十几家英国报纸的头版新闻。 最初的说法來自以色列国防军（IDF）的一名成员，他於接受I24NEWS采访时表示，有40名儿童被杀，其中一些被哈马斯斩首。 哥伦比亚广播公司新闻随后采访了急救组织ZAKA的地区负责人兰道，他声称婴儿和未成年人都与被肢解的成年人尸体一起被斩首。 以色列总理内塔尼亚胡的发言人也提出了这一说法，而最引人注目的認可來自美国总统拜登，他声称看到了照片证据。 白宫后来否认拜登看过照片，并澄清他指的是媒体报道和内塔尼亚胡的声明。 
另外也有大量片段被揭發為假消息。其中一段獲廣傳的片段至今累積近200萬次點擊，聲稱以色列捏造猶太人被虐待，英國《衞報》追查後發現影片由社交平台TikTok首先傳出，但只是巴勒斯坦一套電影的幕後花絮片段，卻被人加上指控以色列的旁述，最後由TikTok轉發至「X」。另一段在「X」廣傳的片段聲稱以色列軍官被「哈馬斯」武裝分子俘虜，不過事實是源於阿塞拜疆與亞美尼亞此前的武裝衝突，與以巴最新局勢無關，惟該片段截至周四（10月12日）仍獲180萬次點擊。

#### 社群媒體公司的審查
12月20日，人權觀察發布了一份長達51頁的報告，記錄了Meta的刪除和抑制Facebook和Instagram支持巴勒斯坦和有關巴勒斯坦人權的言論。

#### 以色列禁止半島電視台
2024年5月5日，以色列政府關閉以色列境內的半島電視台，並授權扣押其設備。

## 导航
- | 以色列     | - 以色列國防軍 - 以色列警察 - 摩薩德 - 辛贝特                                                                                                                                                                                                                                     |
| 巴勒斯坦   | \| 主要参与者 \| - 巴勒斯坦民族权力机构 - 巴勒斯坦解放組織 - 法塔赫 - 哈马斯 \| \| 其他派别 \| - 阿克薩烈士旅 - 解放巴勒斯坦民主陣線 - 巴勒斯坦解放阵线 - 巴勒斯坦伊斯兰圣战组织 - 巴勒斯坦人民斗争阵线 - 解放巴勒斯坦人民阵线 - 解放巴勒斯坦人民陣線總指揮部 - 人民抵抗委员会 \| |
| 第三方     | - 阿拉伯国家联盟 - 真主党 - 胡塞武装 - 伊朗 - 抵抗軸心 |
| 主要参与者 | - 巴勒斯坦民族权力机构 - 巴勒斯坦解放組織 - 法塔赫 - 哈马斯 |
| 其他派别   | - 阿克薩烈士旅 - 解放巴勒斯坦民主陣線 - 巴勒斯坦解放阵线 - 巴勒斯坦伊斯兰圣战组织 - 巴勒斯坦人民斗争阵线 - 解放巴勒斯坦人民阵线 - 解放巴勒斯坦人民陣線總指揮部 - 人民抵抗委员会                                                                                                   |

| 主要参与者 | - 巴勒斯坦民族权力机构 - 巴勒斯坦解放組織 - 法塔赫 - 哈马斯 |
| 其他派别   | - 阿克薩烈士旅 - 解放巴勒斯坦民主陣線 - 巴勒斯坦解放阵线 - 巴勒斯坦伊斯兰圣战组织 - 巴勒斯坦人民斗争阵线 - 解放巴勒斯坦人民阵线 - 解放巴勒斯坦人民陣線總指揮部 - 人民抵抗委员会 |

| 以色列     | - 以色列國防軍 - 以色列警察 - 摩薩德 - 辛贝特 |
| 巴勒斯坦   | \| 主要参与者 \| - 巴勒斯坦民族权力机构 - 巴勒斯坦解放組織 - 法塔赫 - 哈马斯 \| \| 其他派别 \| - 阿克薩烈士旅 - 解放巴勒斯坦民主陣線 - 巴勒斯坦解放阵线 - 巴勒斯坦伊斯兰圣战组织 - 巴勒斯坦人民斗争阵线 - 解放巴勒斯坦人民阵线 - 解放巴勒斯坦人民陣線總指揮部 - 人民抵抗委员会 \| |
| 第三方     | - 阿拉伯国家联盟 - 真主党 - 胡塞武装 - 伊朗 - 抵抗軸心 |
| 主要参与者 | - 巴勒斯坦民族权力机构 - 巴勒斯坦解放組織 - 法塔赫 - 哈马斯 |
| 其他派别   | - 阿克薩烈士旅 - 解放巴勒斯坦民主陣線 - 巴勒斯坦解放阵线 - 巴勒斯坦伊斯兰圣战组织 - 巴勒斯坦人民斗争阵线 - 解放巴勒斯坦人民阵线 - 解放巴勒斯坦人民陣線總指揮部 - 人民抵抗委员会                                                                                                   |

| 主要参与者 | - 巴勒斯坦民族权力机构 - 巴勒斯坦解放組織 - 法塔赫 - 哈马斯 |
| 其他派别   | - 阿克薩烈士旅 - 解放巴勒斯坦民主陣線 - 巴勒斯坦解放阵线 - 巴勒斯坦伊斯兰圣战组织 - 巴勒斯坦人民斗争阵线 - 解放巴勒斯坦人民阵线 - 解放巴勒斯坦人民陣線總指揮部 - 人民抵抗委员会 |

| 有关人物 | 有关人物 |
| --- | --- |
| \| 以色列人 \| - 摩西·阿伦斯 - 阿米·阿亚龙 - 埃胡德·巴拉克 - 梅纳赫姆·贝京 - 梅尔·达根 - 摩西·达扬 - 阿維·迪希特 - 尤瓦尔·迪斯金 - 大衛·本-古里安 - 埃弗雷姆·哈勒维 - 丹·哈鲁兹 - 齐皮·利夫尼 - 果尔达·梅厄 - 沙乌勒·莫法兹 - 伊扎克·莫迪凯 - 本雅明·内塔尼亚胡 - 埃胡德·奥尔默特 - 希蒙·佩雷斯 - 雅科夫·佩里 - 伊扎克·拉宾 - 阿姆农·利普金-沙哈克 - 伊扎克·沙米尔 - 阿里埃勒·沙龙 - 沙布泰·沙维特 - 摩西·亚阿隆 - 丹尼·亚托姆 - 兹维·扎米尔 \| \| 巴勒斯坦人 \| - 阿布·阿巴斯 - 马哈茂德·阿巴斯 - 穆萨·阿拉法特 - 亚西尔·阿拉法特 - 叶海亚·阿亚什 - 马尔万·巴尔古提 - 穆罕默德·达赫兰 - 穆罕默德·戴夫 - 乔治·哈巴什 - 瓦迪·哈达德 - 伊斯梅尔·哈尼亚 - 纳耶夫·哈瓦特迈赫 - 哈吉·阿明·侯赛因 - 加齐·贾巴里 - 艾哈迈德·贾布里勒 - 阿布·杰哈德 - 萨拉赫·卡拉夫 - 里拉·哈立德 - 谢赫·哈利勒 - 哈立德·马沙勒 - 佐海尔·穆赫辛 - 阿布·阿里·穆斯塔法 - 阿布·尼達爾 - 艾兹丁·卡桑 - 吉布里尔·拉杰布 - 阿卜杜勒-阿齐兹·兰提西 - 阿里·哈桑·萨拉马 - 萨拉赫·谢哈德 - 拉马丹·沙拉赫 - 法特希·沙卡奇 - 艾哈迈德·亚辛 \| | |
| 以色列人 | - 摩西·阿伦斯 - 阿米·阿亚龙 - 埃胡德·巴拉克 - 梅纳赫姆·贝京 - 梅尔·达根 - 摩西·达扬 - 阿維·迪希特 - 尤瓦尔·迪斯金 - 大衛·本-古里安 - 埃弗雷姆·哈勒维 - 丹·哈鲁兹 - 齐皮·利夫尼 - 果尔达·梅厄 - 沙乌勒·莫法兹 - 伊扎克·莫迪凯 - 本雅明·内塔尼亚胡 - 埃胡德·奥尔默特 - 希蒙·佩雷斯 - 雅科夫·佩里 - 伊扎克·拉宾 - 阿姆农·利普金-沙哈克 - 伊扎克·沙米尔 - 阿里埃勒·沙龙 - 沙布泰·沙维特 - 摩西·亚阿隆 - 丹尼·亚托姆 - 兹维·扎米尔                                                                                               |
| 巴勒斯坦人 | - 阿布·阿巴斯 - 马哈茂德·阿巴斯 - 穆萨·阿拉法特 - 亚西尔·阿拉法特 - 叶海亚·阿亚什 - 马尔万·巴尔古提 - 穆罕默德·达赫兰 - 穆罕默德·戴夫 - 乔治·哈巴什 - 瓦迪·哈达德 - 伊斯梅尔·哈尼亚 - 纳耶夫·哈瓦特迈赫 - 哈吉·阿明·侯赛因 - 加齐·贾巴里 - 艾哈迈德·贾布里勒 - 阿布·杰哈德 - 萨拉赫·卡拉夫 - 里拉·哈立德 - 谢赫·哈利勒 - 哈立德·马沙勒 - 佐海尔·穆赫辛 - 阿布·阿里·穆斯塔法 - 阿布·尼達爾 - 艾兹丁·卡桑 - 吉布里尔·拉杰布 - 阿卜杜勒-阿齐兹·兰提西 - 阿里·哈桑·萨拉马 - 萨拉赫·谢哈德 - 拉马丹·沙拉赫 - 法特希·沙卡奇 - 艾哈迈德·亚辛 |

| 以色列人   | - 摩西·阿伦斯 - 阿米·阿亚龙 - 埃胡德·巴拉克 - 梅纳赫姆·贝京 - 梅尔·达根 - 摩西·达扬 - 阿維·迪希特 - 尤瓦尔·迪斯金 - 大衛·本-古里安 - 埃弗雷姆·哈勒维 - 丹·哈鲁兹 - 齐皮·利夫尼 - 果尔达·梅厄 - 沙乌勒·莫法兹 - 伊扎克·莫迪凯 - 本雅明·内塔尼亚胡 - 埃胡德·奥尔默特 - 希蒙·佩雷斯 - 雅科夫·佩里 - 伊扎克·拉宾 - 阿姆农·利普金-沙哈克 - 伊扎克·沙米尔 - 阿里埃勒·沙龙 - 沙布泰·沙维特 - 摩西·亚阿隆 - 丹尼·亚托姆 - 兹维·扎米尔                                                                                               |
| 巴勒斯坦人 | - 阿布·阿巴斯 - 马哈茂德·阿巴斯 - 穆萨·阿拉法特 - 亚西尔·阿拉法特 - 叶海亚·阿亚什 - 马尔万·巴尔古提 - 穆罕默德·达赫兰 - 穆罕默德·戴夫 - 乔治·哈巴什 - 瓦迪·哈达德 - 伊斯梅尔·哈尼亚 - 纳耶夫·哈瓦特迈赫 - 哈吉·阿明·侯赛因 - 加齐·贾巴里 - 艾哈迈德·贾布里勒 - 阿布·杰哈德 - 萨拉赫·卡拉夫 - 里拉·哈立德 - 谢赫·哈利勒 - 哈立德·马沙勒 - 佐海尔·穆赫辛 - 阿布·阿里·穆斯塔法 - 阿布·尼達爾 - 艾兹丁·卡桑 - 吉布里尔·拉杰布 - 阿卜杜勒-阿齐兹·兰提西 - 阿里·哈桑·萨拉马 - 萨拉赫·谢哈德 - 拉马丹·沙拉赫 - 法特希·沙卡奇 - 艾哈迈德·亚辛 |

| 1920年 –1948年 | - 巴勒斯坦託管地 - 1920年 纳比·穆萨暴动 - 1921年 雅法暴动 - 1929年 巴勒斯坦暴动 - 希伯伦大屠杀 - 1936年–1939年 阿拉伯大起义 - 1937年–1948年 伊尔贡袭击 - 1947年–1948年 内战 |

| 1948年 –1970年 | - 1948年 阿以战争 - 惨案 - 1948年–至今 突击队叛乱 - 1951年–1967年 针对以色列平民的袭击 - 1950年代–1960年代 以色列国防军的报复行动 - 1953年 凯比亚惨案 - 1956年 加西姆村惨案 / 汗尤尼斯惨案 / 拉法赫惨案 - 1967年 六日战争 - 1967年–1970年 消耗战争 - 1968年 卡拉麦战斗 |

| 1968年 –1982年 | - 1970年 阿维维姆校车爆炸案 / 道森機場劫機事件 - 1972年 漢莎航空649號班機劫機事件 / 比利时航空571号班机劫机事件 / 慕尼黑惨案 / “上帝的复仇”行动 - 1974年 谢莫纳城惨案 / 马阿洛特惨案 - 1975年 萨沃伊酒店袭击案 - 1976年 “恩德培”行动 - 1978年 海岸路惨案 / “利塔尼”行动 - 1980年 弥斯加夫-阿姆袭击案 |

| 1973年 –1987年 | - 1973年 贖罪日戰爭 - 1975年 锡安广场爆炸案 - 1982年 黎巴嫩战争 - 围攻贝鲁特 - 1984年 300路公交车事件 - 1985年 “阿基莱·劳伦号”劫持案 / “木脚”行动 - 1987年 “滑翔机之夜”袭击 |

| 1987年 –1991 /1993 /1994年 | - 1988年 突尼斯突袭 - 1989年 405路公交车袭击案 - 1990年代 巴勒斯坦人自杀式袭击案 - 1994年 易卜拉欣惨案 |

| 2000年 –2005年 | - 巴勒斯坦人火箭弹袭击 - 列表 - 巴勒斯坦人自杀式袭击案 - 以色列针对巴勒斯坦人的暗杀行动 - 2000年 十月事件 - 2001年 “圣托里尼”事件 - 2002年 “凯琳A号”事件 / “防御盾牌”行动 / 杰宁战斗 / 纳布卢斯战斗 / “坚定道路”行动 - 2003年 阿布·哈桑 / 艾因萨海布空袭 - 2004年 “彩虹”行动 / 拜特哈农突袭 / “赎罪日”行动 |

| 2006年 –2010年 | - 2006年 “取货回家”行动 - 2008年 梅尔卡兹·哈拉夫 / 耶路撒冷推土机袭击事件 - 2010年 巴勒斯坦武装活动 |

| 2006年 –至今 | - 2006年 以色列轰炸加沙海岸 / 加沙边境突袭 / “夏雨”行动 / “秋云”行动 / 炮击拜特哈农 - 2008年 破坏加沙–埃及边界 / “热冬”行动 - 2008年–2009年 加沙战争 - 2010年 加沙船队冲突 - 2012年 “和平回声”行动 / “防务之柱”行动 - 2014 “保护边界”行动 - 2015 “自由船队III”行动 / 以巴冲突 - 2016 - 2017 - 2018 以巴冲突 - 2019 以巴衝突 - 2020 - 2021 以巴冲突 - 2022 阿克萨清真寺冲突 / “破晓”行动 - 2023 阿克萨清真寺冲突 / 以色列—哈馬斯戰爭 |

| 1920年 –1948年 | - 巴勒斯坦託管地 - 1920年 纳比·穆萨暴动 - 1921年 雅法暴动 - 1929年 巴勒斯坦暴动 - 希伯伦大屠杀 - 1936年–1939年 阿拉伯大起义 - 1937年–1948年 伊尔贡袭击 - 1947年–1948年 内战 |

| 1948年 –1970年 | - 1948年 阿以战争 - 惨案 - 1948年–至今 突击队叛乱 - 1951年–1967年 针对以色列平民的袭击 - 1950年代–1960年代 以色列国防军的报复行动 - 1953年 凯比亚惨案 - 1956年 加西姆村惨案 / 汗尤尼斯惨案 / 拉法赫惨案 - 1967年 六日战争 - 1967年–1970年 消耗战争 - 1968年 卡拉麦战斗 |

| 1968年 –1982年 | - 1970年 阿维维姆校车爆炸案 / 道森機場劫機事件 - 1972年 漢莎航空649號班機劫機事件 / 比利时航空571号班机劫机事件 / 慕尼黑惨案 / “上帝的复仇”行动 - 1974年 谢莫纳城惨案 / 马阿洛特惨案 - 1975年 萨沃伊酒店袭击案 - 1976年 “恩德培”行动 - 1978年 海岸路惨案 / “利塔尼”行动 - 1980年 弥斯加夫-阿姆袭击案 |

| 1973年 –1987年 | - 1973年 贖罪日戰爭 - 1975年 锡安广场爆炸案 - 1982年 黎巴嫩战争 - 围攻贝鲁特 - 1984年 300路公交车事件 - 1985年 “阿基莱·劳伦号”劫持案 / “木脚”行动 - 1987年 “滑翔机之夜”袭击 |

| 1987年 –1991 /1993 /1994年 | - 1988年 突尼斯突袭 - 1989年 405路公交车袭击案 - 1990年代 巴勒斯坦人自杀式袭击案 - 1994年 易卜拉欣惨案 |

| 2000年 –2005年 | - 巴勒斯坦人火箭弹袭击 - 列表 - 巴勒斯坦人自杀式袭击案 - 以色列针对巴勒斯坦人的暗杀行动 - 2000年 十月事件 - 2001年 “圣托里尼”事件 - 2002年 “凯琳A号”事件 / “防御盾牌”行动 / 杰宁战斗 / 纳布卢斯战斗 / “坚定道路”行动 - 2003年 阿布·哈桑 / 艾因萨海布空袭 - 2004年 “彩虹”行动 / 拜特哈农突袭 / “赎罪日”行动 |

| 2006年 –2010年 | - 2006年 “取货回家”行动 - 2008年 梅尔卡兹·哈拉夫 / 耶路撒冷推土机袭击事件 - 2010年 巴勒斯坦武装活动 |

| 2006年 –至今 | - 2006年 以色列轰炸加沙海岸 / 加沙边境突袭 / “夏雨”行动 / “秋云”行动 / 炮击拜特哈农 - 2008年 破坏加沙–埃及边界 / “热冬”行动 - 2008年–2009年 加沙战争 - 2010年 加沙船队冲突 - 2012年 “和平回声”行动 / “防务之柱”行动 - 2014 “保护边界”行动 - 2015 “自由船队III”行动 / 以巴冲突 - 2016 - 2017 - 2018 以巴冲突 - 2019 以巴衝突 - 2020 - 2021 以巴冲突 - 2022 阿克萨清真寺冲突 / “破晓”行动 - 2023 阿克萨清真寺冲突 / 以色列—哈馬斯戰爭 |

| 1920年 –1948年 | - 巴勒斯坦託管地 - 1920年 纳比·穆萨暴动 - 1921年 雅法暴动 - 1929年 巴勒斯坦暴动 - 希伯伦大屠杀 - 1936年–1939年 阿拉伯大起义 - 1937年–1948年 伊尔贡袭击 - 1947年–1948年 内战 |

| 1948年 –1970年 | - 1948年 阿以战争 - 惨案 - 1948年–至今 突击队叛乱 - 1951年–1967年 针对以色列平民的袭击 - 1950年代–1960年代 以色列国防军的报复行动 - 1953年 凯比亚惨案 - 1956年 加西姆村惨案 / 汗尤尼斯惨案 / 拉法赫惨案 - 1967年 六日战争 - 1967年–1970年 消耗战争 - 1968年 卡拉麦战斗 |

| 1968年 –1982年 | - 1970年 阿维维姆校车爆炸案 / 道森機場劫機事件 - 1972年 漢莎航空649號班機劫機事件 / 比利时航空571号班机劫机事件 / 慕尼黑惨案 / “上帝的复仇”行动 - 1974年 谢莫纳城惨案 / 马阿洛特惨案 - 1975年 萨沃伊酒店袭击案 - 1976年 “恩德培”行动 - 1978年 海岸路惨案 / “利塔尼”行动 - 1980年 弥斯加夫-阿姆袭击案 |

| 1973年 –1987年 | - 1973年 贖罪日戰爭 - 1975年 锡安广场爆炸案 - 1982年 黎巴嫩战争 - 围攻贝鲁特 - 1984年 300路公交车事件 - 1985年 “阿基莱·劳伦号”劫持案 / “木脚”行动 - 1987年 “滑翔机之夜”袭击 |

| 1987年 –1991 /1993 /1994年 | - 1988年 突尼斯突袭 - 1989年 405路公交车袭击案 - 1990年代 巴勒斯坦人自杀式袭击案 - 1994年 易卜拉欣惨案 |

| 2000年 –2005年 | - 巴勒斯坦人火箭弹袭击 - 列表 - 巴勒斯坦人自杀式袭击案 - 以色列针对巴勒斯坦人的暗杀行动 - 2000年 十月事件 - 2001年 “圣托里尼”事件 - 2002年 “凯琳A号”事件 / “防御盾牌”行动 / 杰宁战斗 / 纳布卢斯战斗 / “坚定道路”行动 - 2003年 阿布·哈桑 / 艾因萨海布空袭 - 2004年 “彩虹”行动 / 拜特哈农突袭 / “赎罪日”行动 |

| 2006年 –2010年 | - 2006年 “取货回家”行动 - 2008年 梅尔卡兹·哈拉夫 / 耶路撒冷推土机袭击事件 - 2010年 巴勒斯坦武装活动 |

| 2006年 –至今 | - 2006年 以色列轰炸加沙海岸 / 加沙边境突袭 / “夏雨”行动 / “秋云”行动 / 炮击拜特哈农 - 2008年 破坏加沙–埃及边界 / “热冬”行动 - 2008年–2009年 加沙战争 - 2010年 加沙船队冲突 - 2012年 “和平回声”行动 / “防务之柱”行动 - 2014 “保护边界”行动 - 2015 “自由船队III”行动 / 以巴冲突 - 2016 - 2017 - 2018 以巴冲突 - 2019 以巴衝突 - 2020 - 2021 以巴冲突 - 2022 阿克萨清真寺冲突 / “破晓”行动 - 2023 阿克萨清真寺冲突 / 以色列—哈馬斯戰爭 |

| 1920年 –1948年 | - 巴勒斯坦託管地 - 1920年 纳比·穆萨暴动 - 1921年 雅法暴动 - 1929年 巴勒斯坦暴动 - 希伯伦大屠杀 - 1936年–1939年 阿拉伯大起义 - 1937年–1948年 伊尔贡袭击 - 1947年–1948年 内战 |

| 1948年 –1970年 | - 1948年 阿以战争 - 惨案 - 1948年–至今 突击队叛乱 - 1951年–1967年 针对以色列平民的袭击 - 1950年代–1960年代 以色列国防军的报复行动 - 1953年 凯比亚惨案 - 1956年 加西姆村惨案 / 汗尤尼斯惨案 / 拉法赫惨案 - 1967年 六日战争 - 1967年–1970年 消耗战争 - 1968年 卡拉麦战斗 |

| 1968年 –1982年 | - 1970年 阿维维姆校车爆炸案 / 道森機場劫機事件 - 1972年 漢莎航空649號班機劫機事件 / 比利时航空571号班机劫机事件 / 慕尼黑惨案 / “上帝的复仇”行动 - 1974年 谢莫纳城惨案 / 马阿洛特惨案 - 1975年 萨沃伊酒店袭击案 - 1976年 “恩德培”行动 - 1978年 海岸路惨案 / “利塔尼”行动 - 1980年 弥斯加夫-阿姆袭击案 |

| 1973年 –1987年 | - 1973年 贖罪日戰爭 - 1975年 锡安广场爆炸案 - 1982年 黎巴嫩战争 - 围攻贝鲁特 - 1984年 300路公交车事件 - 1985年 “阿基莱·劳伦号”劫持案 / “木脚”行动 - 1987年 “滑翔机之夜”袭击 |

| 1987年 –1991 /1993 /1994年 | - 1988年 突尼斯突袭 - 1989年 405路公交车袭击案 - 1990年代 巴勒斯坦人自杀式袭击案 - 1994年 易卜拉欣惨案 |

| 2000年 –2005年 | - 巴勒斯坦人火箭弹袭击 - 列表 - 巴勒斯坦人自杀式袭击案 - 以色列针对巴勒斯坦人的暗杀行动 - 2000年 十月事件 - 2001年 “圣托里尼”事件 - 2002年 “凯琳A号”事件 / “防御盾牌”行动 / 杰宁战斗 / 纳布卢斯战斗 / “坚定道路”行动 - 2003年 阿布·哈桑 / 艾因萨海布空袭 - 2004年 “彩虹”行动 / 拜特哈农突袭 / “赎罪日”行动 |

| 2006年 –2010年 | - 2006年 “取货回家”行动 - 2008年 梅尔卡兹·哈拉夫 / 耶路撒冷推土机袭击事件 - 2010年 巴勒斯坦武装活动 |

| 2006年 –至今 | - 2006年 以色列轰炸加沙海岸 / 加沙边境突袭 / “夏雨”行动 / “秋云”行动 / 炮击拜特哈农 - 2008年 破坏加沙–埃及边界 / “热冬”行动 - 2008年–2009年 加沙战争 - 2010年 加沙船队冲突 - 2012年 “和平回声”行动 / “防务之柱”行动 - 2014 “保护边界”行动 - 2015 “自由船队III”行动 / 以巴冲突 - 2016 - 2017 - 2018 以巴冲突 - 2019 以巴衝突 - 2020 - 2021 以巴冲突 - 2022 阿克萨清真寺冲突 / “破晓”行动 - 2023 阿克萨清真寺冲突 / 以色列—哈馬斯戰爭 |

| 时间线         | \| 1948年 –1991年 \| - 1948年 巴勒斯坦人大逃亡 - 撤空的城镇 - 1949年 洛桑会议 - 1967–至今 以色列定居点 - 定居者暴行 - 国际法 - 一國方案 - 兩國方案 - 三國方案 \| \| 1990年代 \| - 1991年 马德里会议 - 1993年/1995年 奧斯陸協議 - 1994年 巴黎经济议定书 - 1994年 加沙-杰里科自治原则宣言 - 1994年–至今 美国对巴勒斯坦民族权力机构的安全援助 - 1997年 希伯伦协议 - 1998年 怀伊河备忘录 - 1999年 沙姆沙伊赫备忘录 \| \| 2000年代 \| - 2000年 戴维营会议 - 2001年 塔巴协议 - 2002年 中東問題有關四方 - 2003年 和平路線圖 - 2005年 以色列撤离加沙 - 2005年 通行进出协定 - 2006年 阿拉伯和平倡议 - 2007年 安纳波利斯会议 - 2009年 《每日瑞典报》争议 \| \| 2010年代 \| - 2010年–2011年 直接谈判 - 2011年 巴勒斯坦文件 - 2013年 2013-14年巴以和平谈判 \| |
| 联合国斡旋     | - 1947年 联大181号决议案 - 1948年 联大194号决议案 - 1967年 安理会242号决议案 - 1980年 安理会478号决议案 - 2016年 安理會2334號決議案 |
| 1948年 –1991年 | - 1948年 巴勒斯坦人大逃亡 - 撤空的城镇 - 1949年 洛桑会议 - 1967–至今 以色列定居点 - 定居者暴行 - 国际法 - 一國方案 - 兩國方案 - 三國方案 |
| 1990年代       | - 1991年 马德里会议 - 1993年/1995年 奧斯陸協議 - 1994年 巴黎经济议定书 - 1994年 加沙-杰里科自治原则宣言 - 1994年–至今 美国对巴勒斯坦民族权力机构的安全援助 - 1997年 希伯伦协议 - 1998年 怀伊河备忘录 - 1999年 沙姆沙伊赫备忘录 |
| 2000年代       | - 2000年 戴维营会议 - 2001年 塔巴协议 - 2002年 中東問題有關四方 - 2003年 和平路線圖 - 2005年 以色列撤离加沙 - 2005年 通行进出协定 - 2006年 阿拉伯和平倡议 - 2007年 安纳波利斯会议 - 2009年 《每日瑞典报》争议 |
| 2010年代       | - 2010年–2011年 直接谈判 - 2011年 巴勒斯坦文件 - 2013年 2013-14年巴以和平谈判 |

| 1948年 –1991年 | - 1948年 巴勒斯坦人大逃亡 - 撤空的城镇 - 1949年 洛桑会议 - 1967–至今 以色列定居点 - 定居者暴行 - 国际法 - 一國方案 - 兩國方案 - 三國方案                                                                                       |
| 1990年代       | - 1991年 马德里会议 - 1993年/1995年 奧斯陸協議 - 1994年 巴黎经济议定书 - 1994年 加沙-杰里科自治原则宣言 - 1994年–至今 美国对巴勒斯坦民族权力机构的安全援助 - 1997年 希伯伦协议 - 1998年 怀伊河备忘录 - 1999年 沙姆沙伊赫备忘录 |
| 2000年代       | - 2000年 戴维营会议 - 2001年 塔巴协议 - 2002年 中東問題有關四方 - 2003年 和平路線圖 - 2005年 以色列撤离加沙 - 2005年 通行进出协定 - 2006年 阿拉伯和平倡议 - 2007年 安纳波利斯会议 - 2009年 《每日瑞典报》争议                  |
| 2010年代       | - 2010年–2011年 直接谈判 - 2011年 巴勒斯坦文件 - 2013年 2013-14年巴以和平谈判 |

| 时间线         | \| 1948年 –1991年 \| - 1948年 巴勒斯坦人大逃亡 - 撤空的城镇 - 1949年 洛桑会议 - 1967–至今 以色列定居点 - 定居者暴行 - 国际法 - 一國方案 - 兩國方案 - 三國方案 \| \| 1990年代 \| - 1991年 马德里会议 - 1993年/1995年 奧斯陸協議 - 1994年 巴黎经济议定书 - 1994年 加沙-杰里科自治原则宣言 - 1994年–至今 美国对巴勒斯坦民族权力机构的安全援助 - 1997年 希伯伦协议 - 1998年 怀伊河备忘录 - 1999年 沙姆沙伊赫备忘录 \| \| 2000年代 \| - 2000年 戴维营会议 - 2001年 塔巴协议 - 2002年 中東問題有關四方 - 2003年 和平路線圖 - 2005年 以色列撤离加沙 - 2005年 通行进出协定 - 2006年 阿拉伯和平倡议 - 2007年 安纳波利斯会议 - 2009年 《每日瑞典报》争议 \| \| 2010年代 \| - 2010年–2011年 直接谈判 - 2011年 巴勒斯坦文件 - 2013年 2013-14年巴以和平谈判 \| |
| 联合国斡旋     | - 1947年 联大181号决议案 - 1948年 联大194号决议案 - 1967年 安理会242号决议案 - 1980年 安理会478号决议案 - 2016年 安理會2334號決議案 |
| 1948年 –1991年 | - 1948年 巴勒斯坦人大逃亡 - 撤空的城镇 - 1949年 洛桑会议 - 1967–至今 以色列定居点 - 定居者暴行 - 国际法 - 一國方案 - 兩國方案 - 三國方案 |
| 1990年代       | - 1991年 马德里会议 - 1993年/1995年 奧斯陸協議 - 1994年 巴黎经济议定书 - 1994年 加沙-杰里科自治原则宣言 - 1994年–至今 美国对巴勒斯坦民族权力机构的安全援助 - 1997年 希伯伦协议 - 1998年 怀伊河备忘录 - 1999年 沙姆沙伊赫备忘录 |
| 2000年代       | - 2000年 戴维营会议 - 2001年 塔巴协议 - 2002年 中東問題有關四方 - 2003年 和平路線圖 - 2005年 以色列撤离加沙 - 2005年 通行进出协定 - 2006年 阿拉伯和平倡议 - 2007年 安纳波利斯会议 - 2009年 《每日瑞典报》争议 |
| 2010年代       | - 2010年–2011年 直接谈判 - 2011年 巴勒斯坦文件 - 2013年 2013-14年巴以和平谈判 |

| 1948年 –1991年 | - 1948年 巴勒斯坦人大逃亡 - 撤空的城镇 - 1949年 洛桑会议 - 1967–至今 以色列定居点 - 定居者暴行 - 国际法 - 一國方案 - 兩國方案 - 三國方案                                                                                       |
| 1990年代       | - 1991年 马德里会议 - 1993年/1995年 奧斯陸協議 - 1994年 巴黎经济议定书 - 1994年 加沙-杰里科自治原则宣言 - 1994年–至今 美国对巴勒斯坦民族权力机构的安全援助 - 1997年 希伯伦协议 - 1998年 怀伊河备忘录 - 1999年 沙姆沙伊赫备忘录 |
| 2000年代       | - 2000年 戴维营会议 - 2001年 塔巴协议 - 2002年 中東問題有關四方 - 2003年 和平路線圖 - 2005年 以色列撤离加沙 - 2005年 通行进出协定 - 2006年 阿拉伯和平倡议 - 2007年 安纳波利斯会议 - 2009年 《每日瑞典报》争议                  |
| 2010年代       | - 2010年–2011年 直接谈判 - 2011年 巴勒斯坦文件 - 2013年 2013-14年巴以和平谈判 |
- Template:哈瑪斯
- Template:以色列战争
- Template:進行中的武裝衝突
- Template:以色列—哈馬斯戰爭